# Autorail Pauline
Autorail Charentaise
Vous lisez un « article de qualité » labellisé en 2022.
Les Entreprises industrielles charentaises à Aytré ont construit plusieurs séries d'autorails dans les années 1930, tous surnommés Pauline ou Charentaise. Ces autorails, développés dans un premier temps à l'initiative de la compagnie du Midi, ont par la suite été commandés par différentes compagnies ferroviaires françaises avant d'être intégrés pour certains aux effectifs de la SNCF. Ils constituent la première série d'autorails à moteur Diesel français.

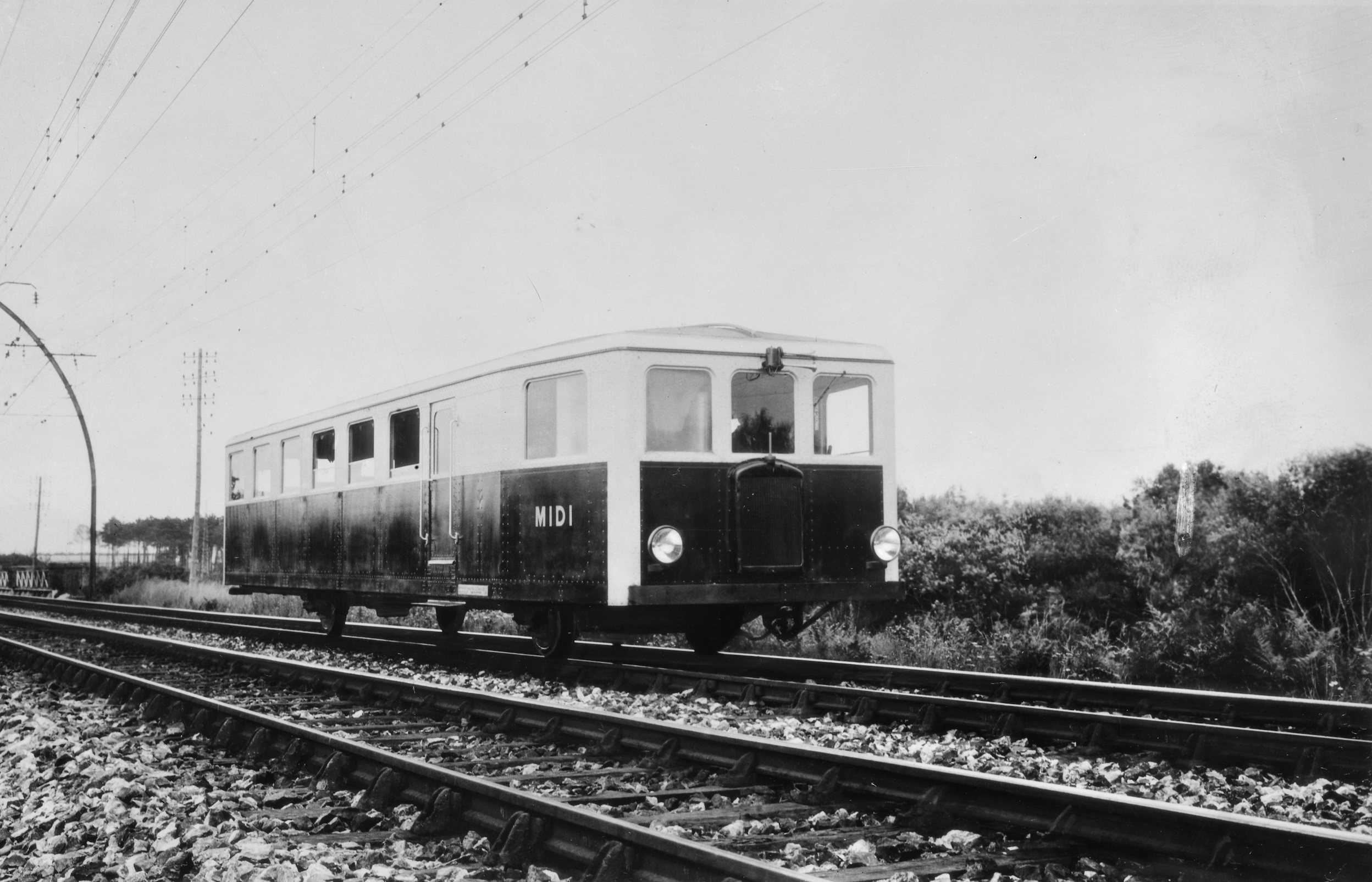
Prototype des autorails Pauline (type 1) sous les ogives de la caténaire du Midi.

Plusieurs séries ont été produites, présentant chacune des différences techniques et structurelles, mais reposant toutes sur une conception de caisse très légère grâce à l'utilisation d'un assemblage riveté de tôles d'aluminium et de duralium. Ces différentes séries sont respectivement nommées type 1 (prototype), type 1 N, types 2 et 2 bis, type 3 N et type 4 N. Parmi ces autorails, les XC 11000 forment un ensemble de dix-neuf engins issus des séries types 2 et 2 bis commandés par les réseaux de l'AL, de l'État, du PLM et du Midi (puis du PO-Midi) et intégrés aux effectifs de la SNCF à sa création en 1938.
Ces autorails, mis en service progressivement au début des années 1930, sont radiés pour la plupart au sortir de la Guerre. Seuls quelques XC 11000 restent aux inventaires de la SNCF jusqu'en 1952, une unité étant préservée du ferraillage jusqu'au milieu des années 1970, démotorisée et servant de voiture d'accompagnement à un train palpeur de tunnels. Aucun autorail Pauline n'a été préservé.
Les autorails Pauline sont les témoins d'une époque charnière pour le chemin de fer en France qui doit faire face à la rude concurrence du transport automobile, moins cher pour l’usager et l'exploitant. Ils se veulent une réponse efficace et économique pour les compagnies ferroviaires de l’époque à la fermeture des lignes secondaires à cause des coûts d'exploitation des trains à vapeur traditionnels.

## Type 1 (prototype)

### Contexte de création
Les années 1930 voient le développement important des transports automobile et aérien et la concurrence avec le chemin de fer se fait de plus en plus forte,. Tandis que ces moyens de transport deviennent plus accessibles et se démocratisent, l'exploitation des lignes de chemin de fer secondaires avec des trains à vapeur devient de moins en moins bénéficiaire pour les compagnies ferroviaires françaises.
Pour répliquer à la concurrence des automobiles et des bus, les compagnies commandent auprès de divers constructeurs ferroviaires et automobiles des engins légers et autonomes, capables de remplacer la traction à vapeur sur les lignes à faible trafic. C'est le concept de l'autorail, encore parfois appelé à l'époque automotrice. Les premières séries développées s'inspirent grandement des autobus avant que les autorails se détachent peu à peu de leur origine routière.
Devant le succès de l'autorail, Michelin conçoit dès la fin des années 1920 des autorails légers équipés de pneurails en remplacement des roues en acier. Cette nouvelle solution, si elle améliore le confort des passagers et offre une meilleure adhérence entre la roue et le rail, limite fortement la charge à l'essieu ce qui impose d'augmenter le nombre de roues montées sur les bogies et de limiter la masse du véhicule. Plusieurs séries d'autorails seront produites par Michelin, regroupées sous le surnom de Michelines. Dunlop, concurrent de Michelin, s'en inspire pour créer l'autorail Dunlop-Fouga en 1935.

### Commandes
Ingénieur en chef du matériel et de la traction du Midi, André Ménétrier est chargé par Jean-Raoul Paul, directeur de la compagnie, d'établir un cahier des charges pour la commande d'un « autobus » sur rail. Cet autorail, pouvant transporter une soixantaine de personnes, doit permettre d'assurer efficacement et économiquement l'exploitation ferroviaire des petites lignes,,.
La compagnie du Midi commande en 1930 un seul exemplaire de l'autorail prototype conçu et fabriqué par les EIC en collaboration avec la compagnie lilloise de moteurs (CLM) et la société de l'aluminium français,. Il est livré en septembre 1931.

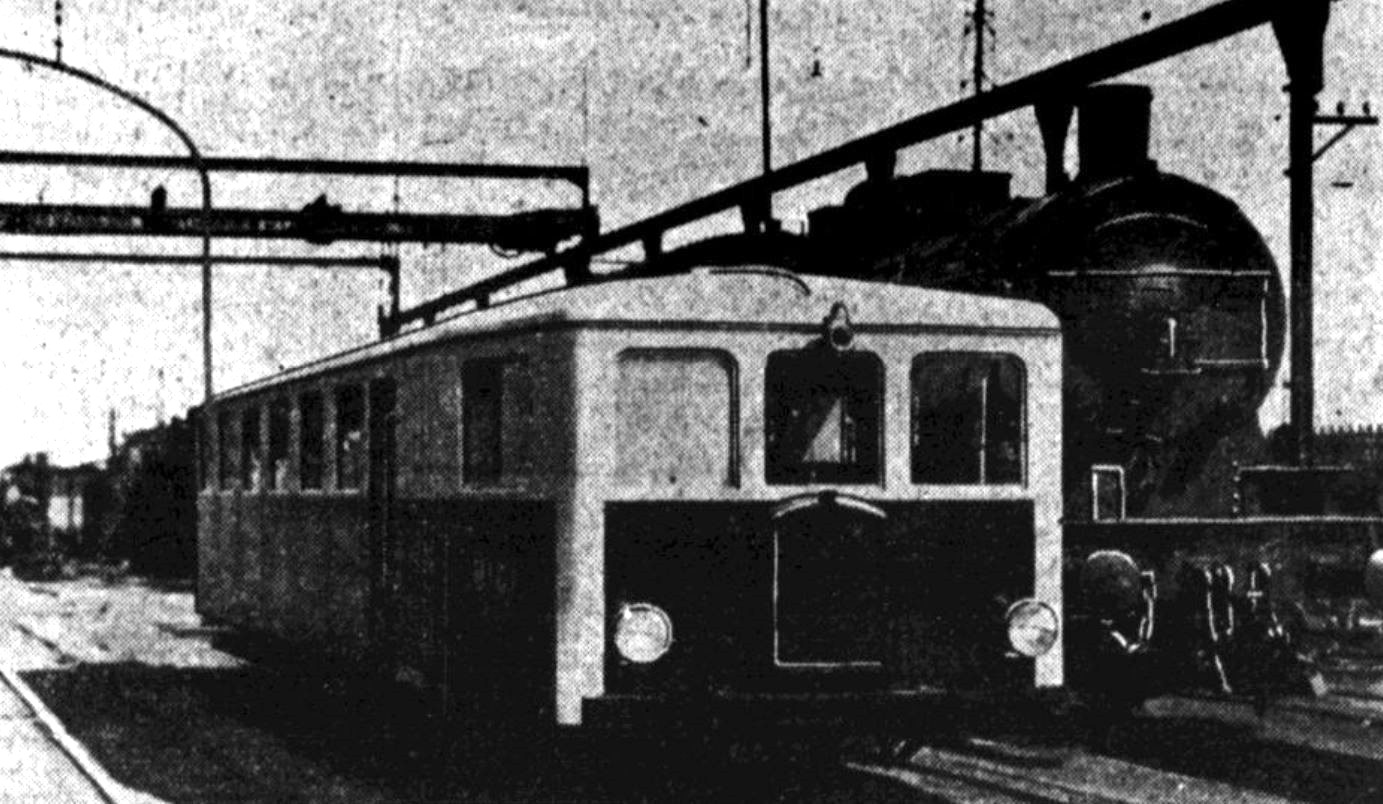
Livraison de la Pauline en septembre 1931.
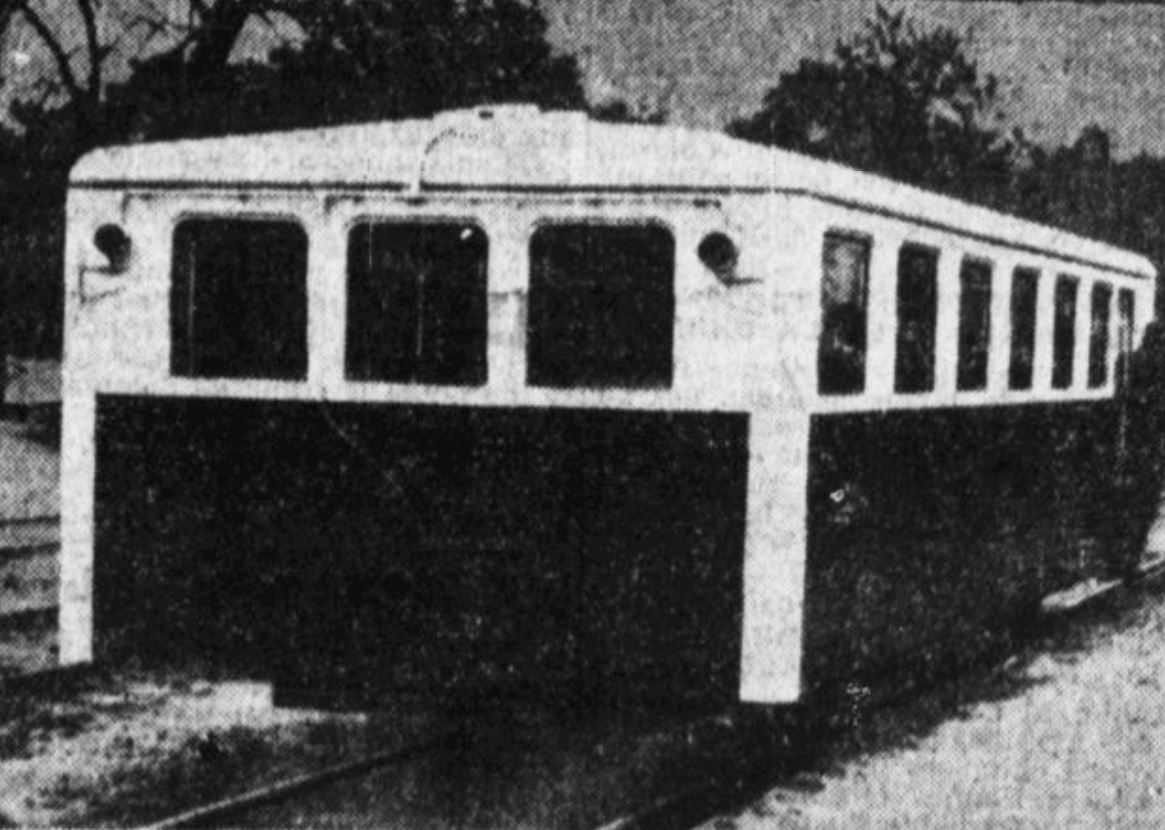
La Pauline en gare du Verdon le 27 octobre 1931

Le prototype, désigné type 1, est présenté à la presse le 27 octobre 1931 à l'occasion d'un trajet entre Bordeaux-Saint-Louis et Le Verdon. L'autorail quitte la gare de Bordeaux-Saint-Louis en suivant l'express sur les 100 km qui la séparent du Verdon. Avec des arrêts à Bruges, Pauillac, Lesparre et Soulac-sur-Mer, le voyage dure 1 h 45. Le trajet retour est une mission omnibus qui, malgré un arrêt dans chacune des 22 gares de la ligne, ne prend que 1 h 40, soit cinq minutes de moins que l'express et presque la moitié du temps que met le train omnibus à vapeur pour parcourir le même trajet.
L'unique Pauline type 1 est immatriculée ZZt 23501 au Midi puis est renumérotée ZZEt 23301 à la création du PO-Midi,. La SNCF lui attribue l'immatriculation ZZC 10001 (le C étant le code constructeur des EIC).

### Surnom
Le prototype est rapidement surnommé Pauline, en référence à Jean-Raoul Paul, qui en est le fervent promoteur,,.

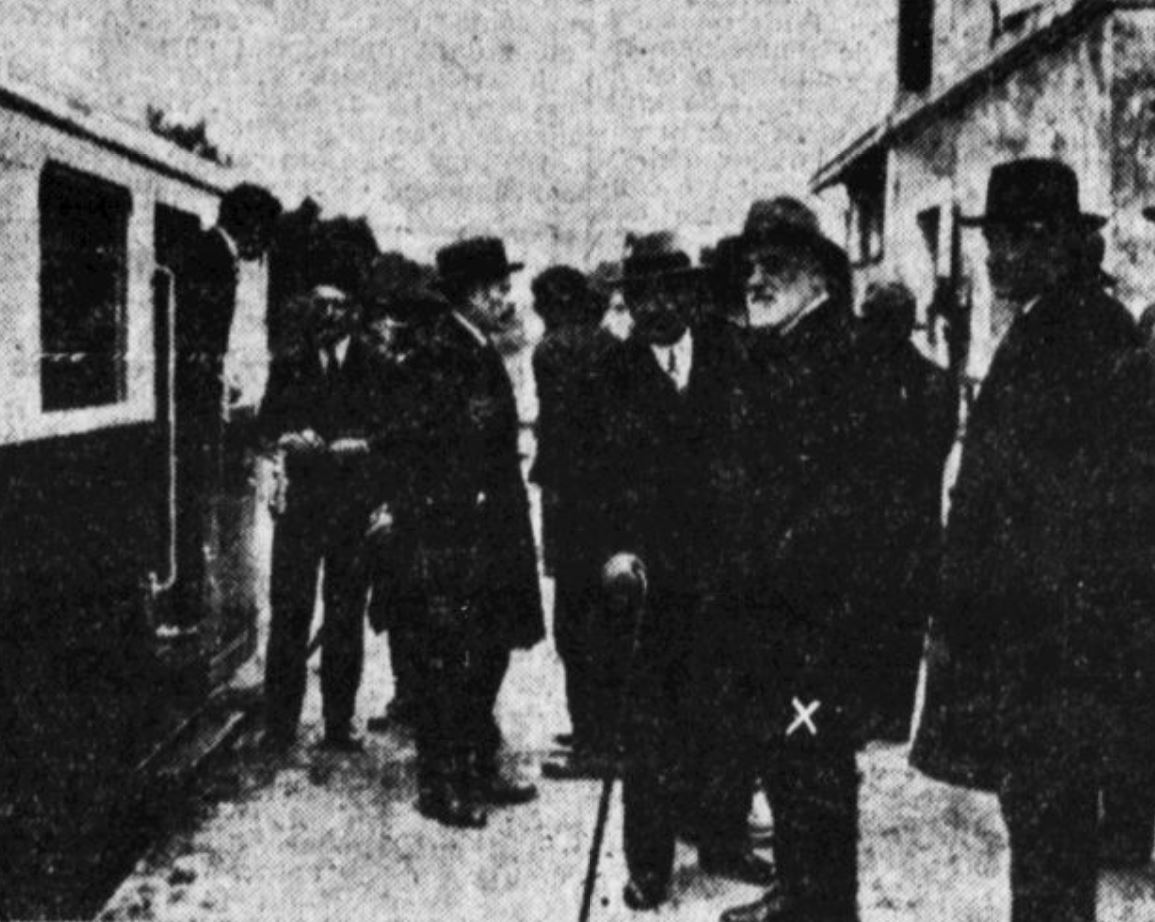
Jean-Raoul Paul (croix) à côté de la Pauline le 27 octobre 1931
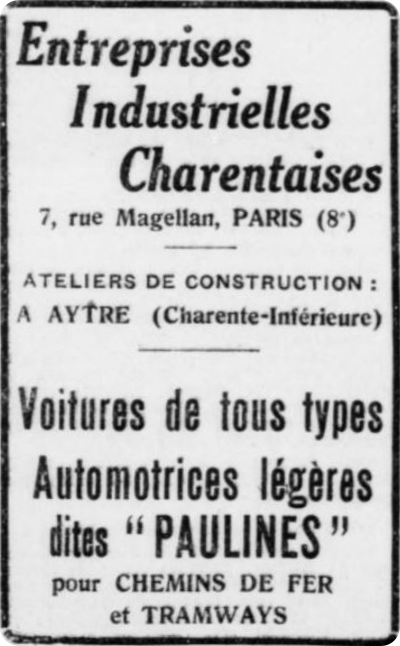
Publicité pour les EIC (1932).

Plus tard, les autres autorails produits par les EIC héritent également de ce surnom, notamment ceux du Midi puis du PO-Midi. Les autorails de l'Est et de l'État, types 3 N et 4 N, reçoivent le surnom de Charentaise, en référence au fabricant de ces engins, tandis qu'au PLM les deux surnoms servent indifféremment, bien que la préférence d'usage cheminote soit le surnom Pauline.

### Description et caractéristiques
La construction du châssis et de la caisse du prototype de l'autorail Pauline fait appel à un assemblage de divers profilés et tôles en duralium. L'ensemble formé par le châssis et la caisse constitue une structure tubulaire dessinée pour garantir la résistance de l'ensemble et éviter les flambages locaux.

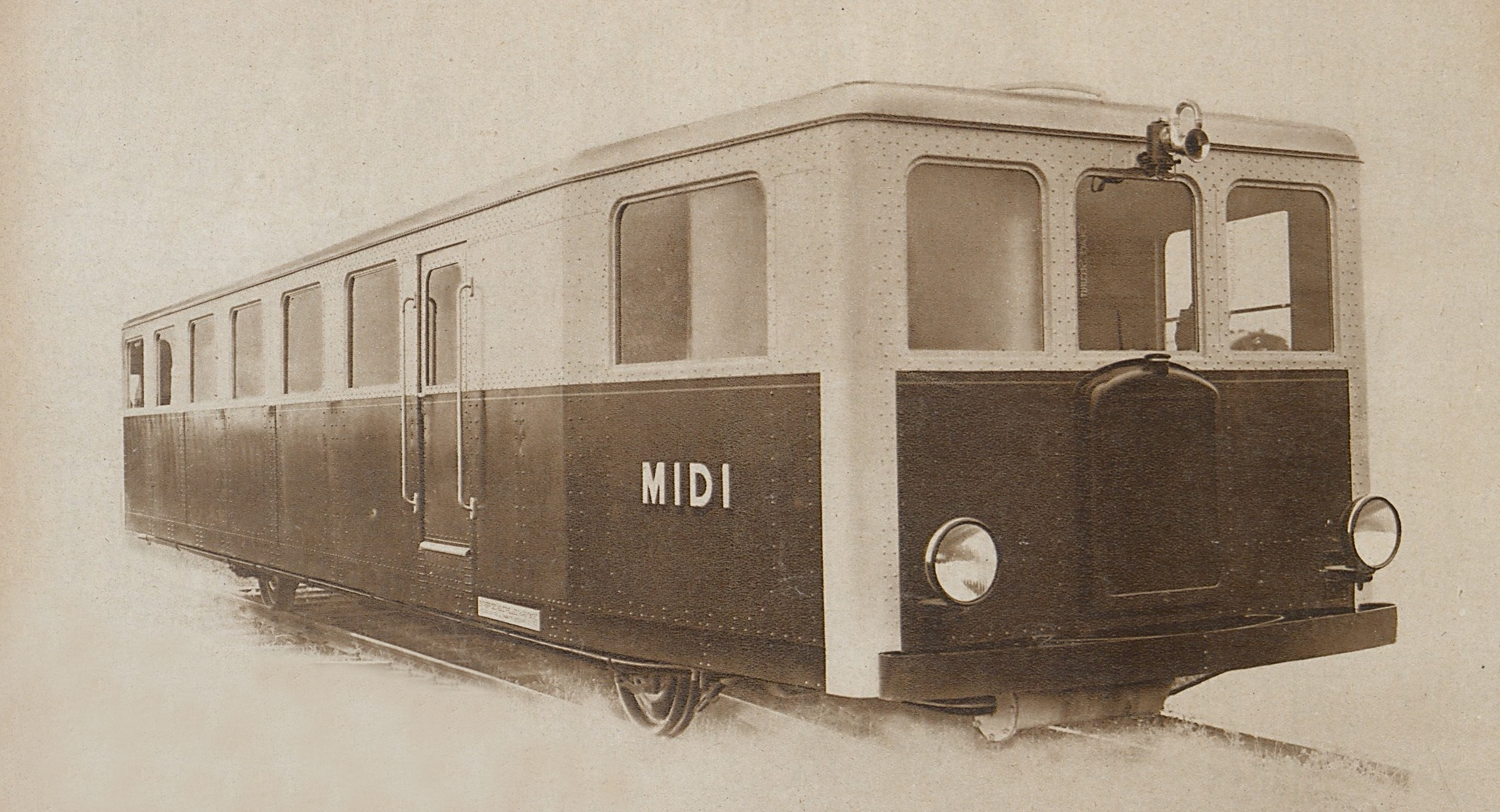
Vue de trois quarts avant de la Pauline type 1.
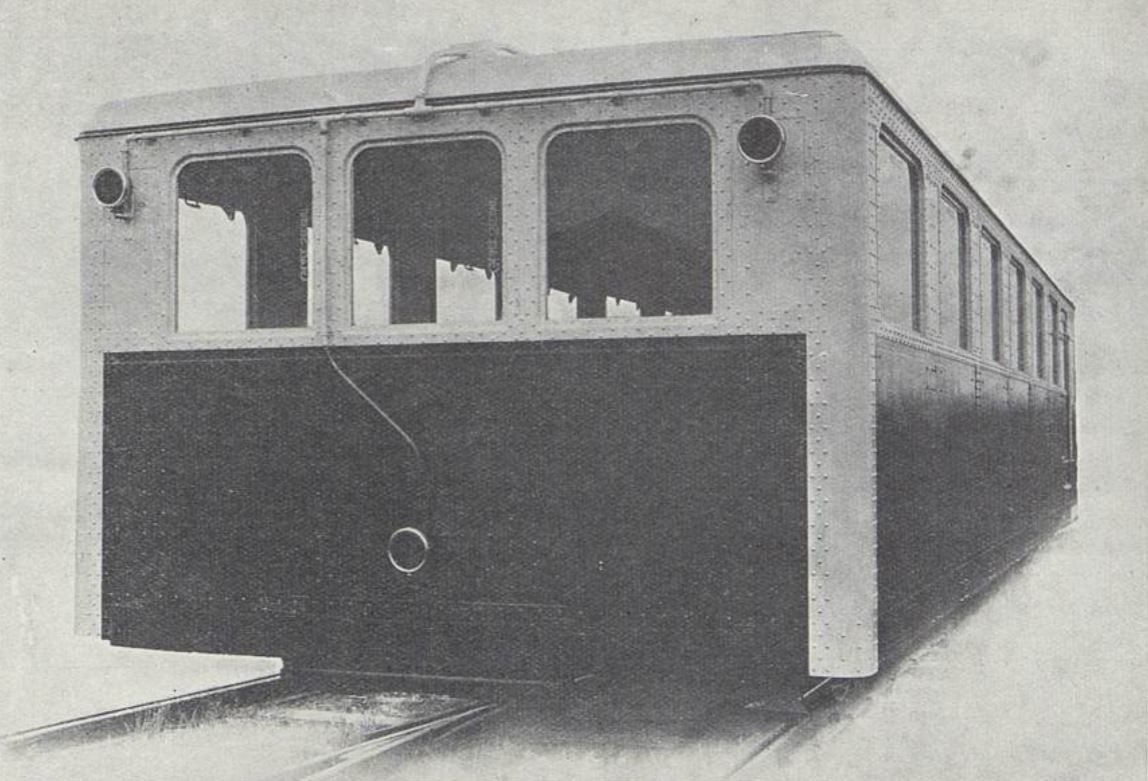
Vue de trois quarts arrière de la Pauline type 1.

Les faces de l'engin sont fabriquées en tôles de 2 mm d'épaisseur. Tous les assemblages sont réalisés avec des rivets en duralium posés à froid ou préalablement chauffés à 180 °C.
L'utilisation généralisée de l'aluminium et de ses dérivés permet de réduire de façon significative la masse de l'autorail et d'utiliser des moteurs de moindre puissance tout en garantissant des performances de traction élevées. Ce métal est de plus intéressant pour la résistance de la caisse au choc — pouvant absorber une grande quantité d'énergie — et la couche d'alumine qui se forme immédiatement sur le métal nu le protège efficacement de la corrosion. L'aluminium n'est cependant pas utilisé à grande échelle pour le matériel ferroviaire construit plus tard, l'acier lui étant largement préféré malgré une masse volumique plus importante.

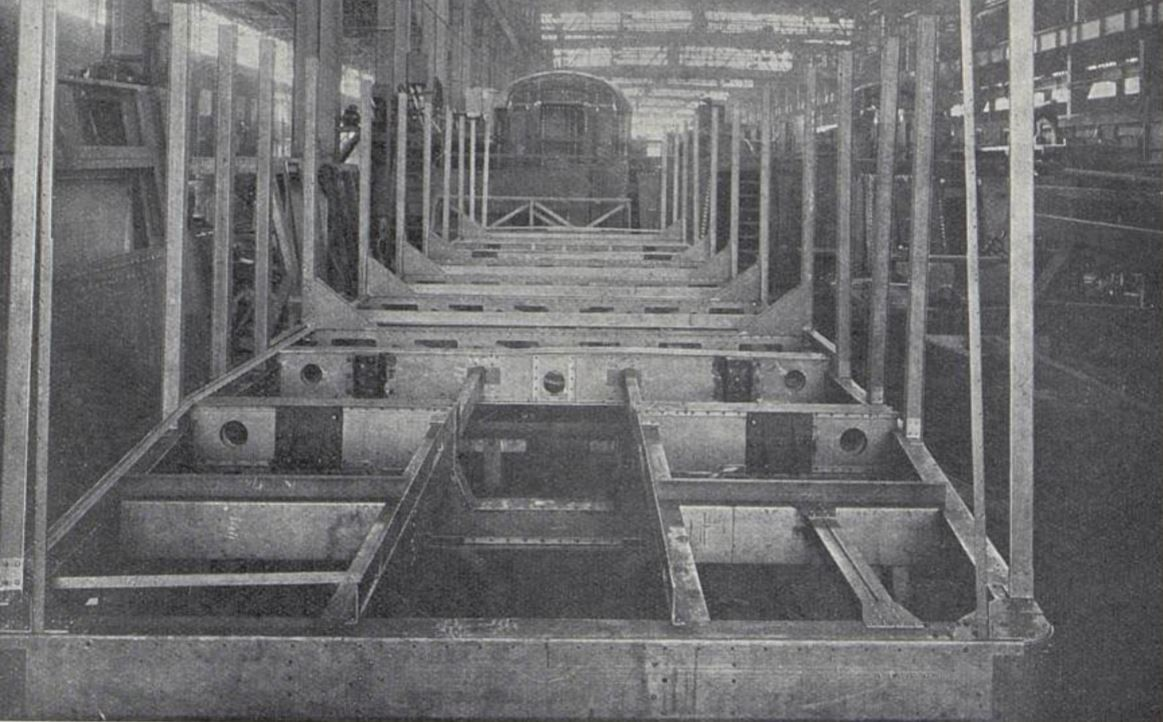
Châssis en profilés soudés.
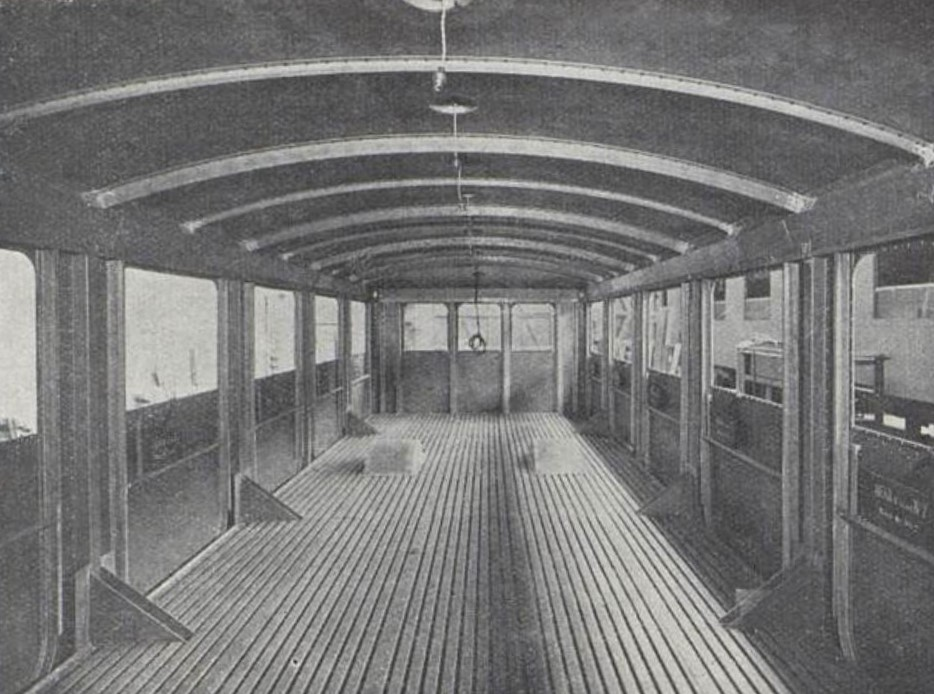
Structure de la caisse.
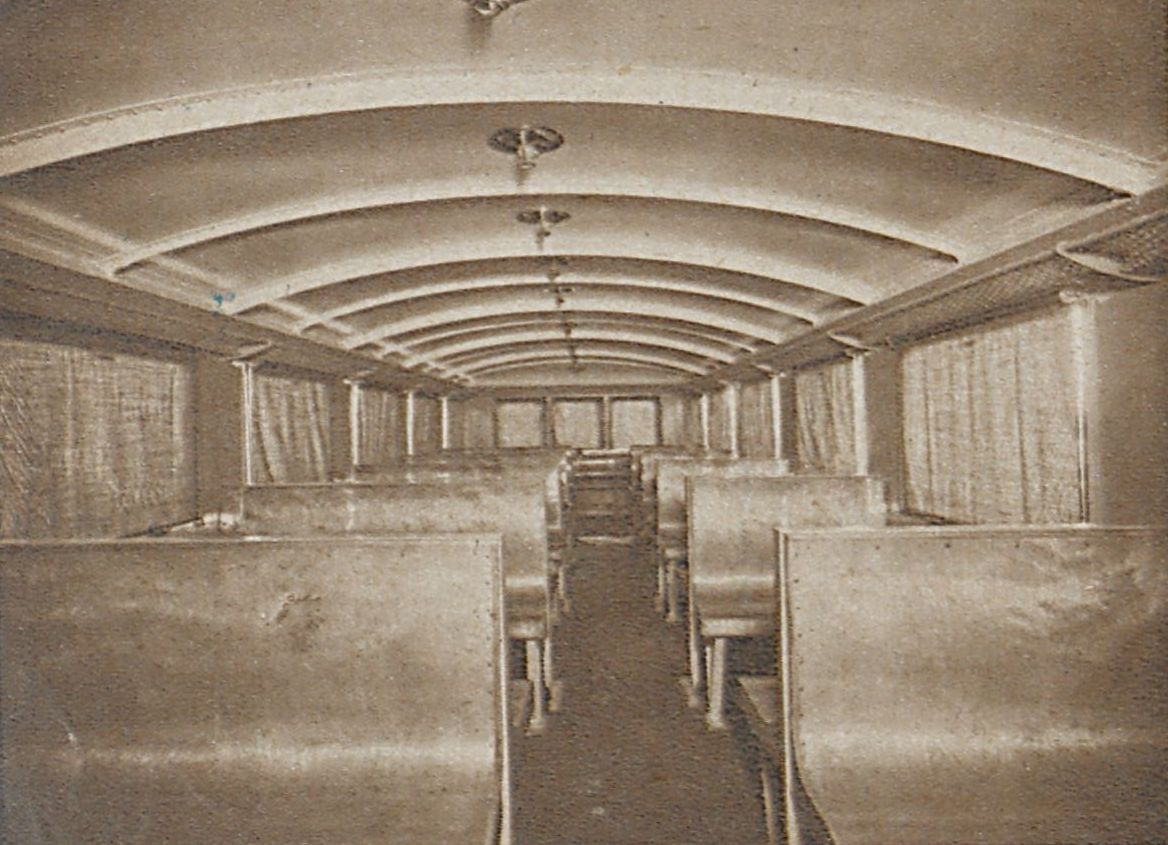
Aménagement intérieur.

Le châssis repose sur deux essieux de 750 mm distants d'un entr'axe de 6,805 m ; la suspension entre la caisse et les essieux SKF est assurée par des ressorts à lames. De nombreux articles de presse du début des années 1930 s'évertuent à expliquer et démontrer la raison du choix de l'adhérence roue-rail en lieu et place du pneurail de Michelin qui est alors perçue comme une technologie d'avenir. Les avantages présentés plaident en faveur de la roue fer : limitation du nombre de roues, activation des circuits de voie et de la signalisation, excellente tenue de voie et utilisation des sablières pour augmenter le coefficient d'adhérence roue-rail,,.
Le freinage est initialement assuré par des sabots en fonte actionnés par servofrein,. Ce système est remplacé dans les semaines suivant la marche de présentation à la presse par des freins à tambour de type Charlestop, technologie issue de l'aéronautique, permettant de réduire encore la masse de l'engin.

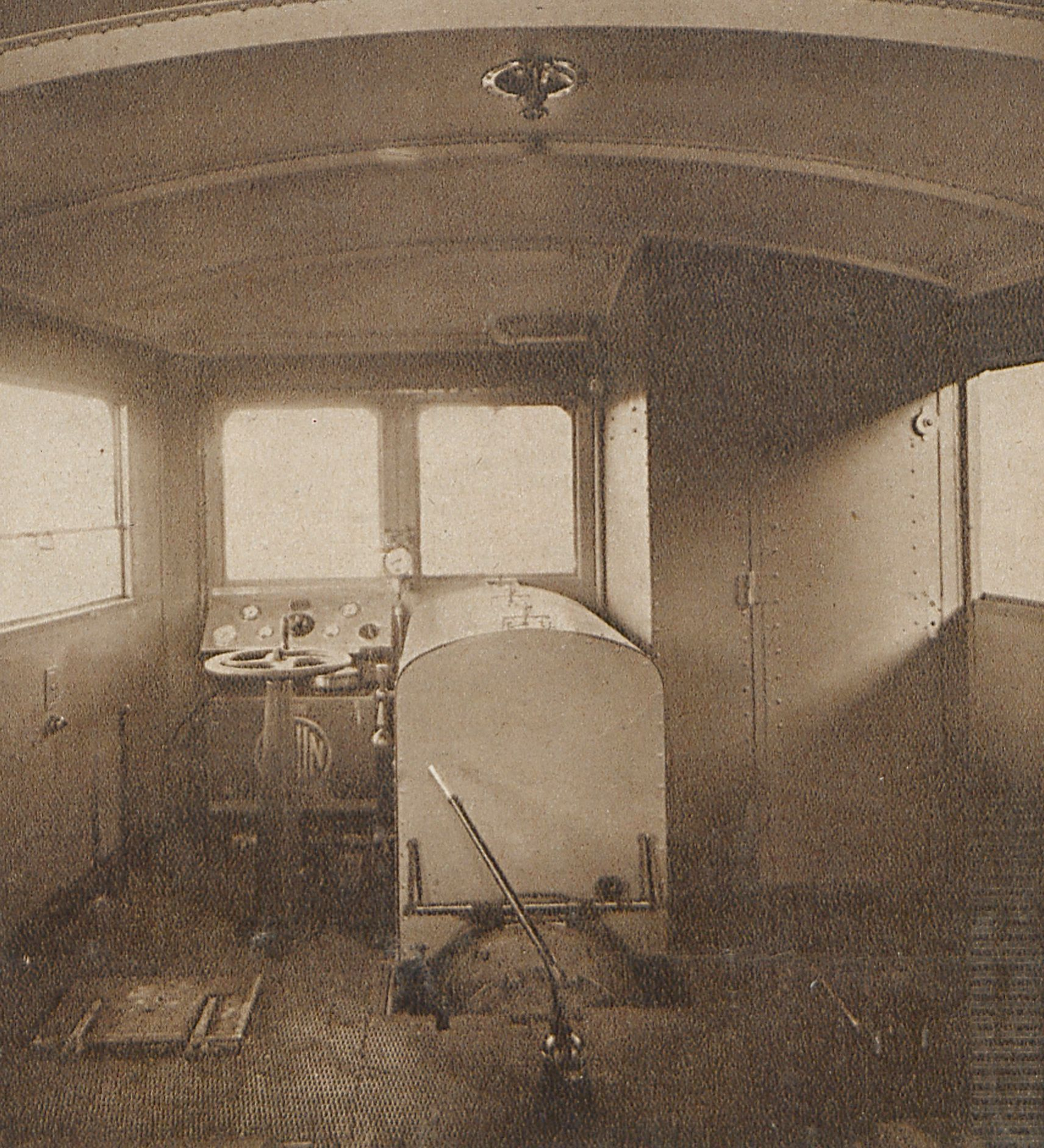
Extrémité avant avec de gauche à droite le poste de conduite, le capot moteur et le cabinet de toilettes.

Le prototype n'est équipé que d'un seul poste de conduite et est ainsi non réversible : il doit être retourné en fin de parcours pour repartir en sens inverse. Le faible entr'axe de l'autorail lui permet d'être retourné sur une petite plaque tournante.
L'aménagement intérieur permet d'accueillir 61 passagers assis en classe unique sur des banquettes recouvertes de bois contreplaqué vernis offrant un confort pour le moins rudimentaire. Le compartiment à bagages permet de transporter une tonne de marchandises ou six passagers debout. L'extrémité avant accueille le poste de conduite, le compartiment moteur – recouvert d'un capot – et des toilettes.
L'autorail est mû par un moteur CLM de type 85 LC 3, fabriqué sous licence en France à partir d'un modèle Junkers,. C'est un moteur à deux temps à trois cylindres d'une puissance nominale de 80 ch à 1 500 tr/min et pesant seulement 480 kg grâce à l'emploi d'alliages d'aluminium,. Le moteur est refroidi par un circuit d'eau traversant un radiateur placé à l'avant de l'engin qui permet également via un circuit dérivé de chauffer le compartiment voyageur,. Le volant moteur est boulonné à un embrayage commandé par le conducteur avec une pédale et qui est relié à la boîte de vitesses Minerva à quatre vitesses — dont une marche arrière — permettant d'atteindre 20 km/h en première, 48 km/h en seconde et 95 km/h en troisième (en prise directe avec un rapport de transmission unitaire). Un arbre transmet finalement l'effort de traction à l'essieu arrière via un couple conique.
Le levier de la boîte de vitesses est articulé directement sur le couvercle de la boîte à travers le plancher : il est actionné par le conducteur, assis à côté sur un siège rudimentaire de type agricole.

Livrée de l'autorail Pauline type 1 du Midi.

La Pauline type 1 du Midi arbore une livrée verte et blanche, proche de celle des Paulines type 2 bis du même réseau,,,.

### Services effectués
Avant son voyage inaugural du 27 octobre 1931 entre Bordeaux-Saint-Louis et Le Verdon, la première Pauline du Midi effectue plusieurs marches d'essais en parcourant plus de 2 500 km. Le 27 février 1931, elle est présentée à Cyrille Grimpret lors d'un aller-retour entre Bordeaux et Marmande. Les 4 et 5 septembre 1931, un voyage entre Bordeaux et Montréjeau à travers les fortes rampes qu'offrent les reliefs des Pyrénées — notamment la rampe de Capvern — et à pleine charge, permet de calculer la consommation de l'engin sur des profils de voie difficiles.
Le prototype intègre les effectifs du centre autorail de Mont-de-Marsan quelques semaines après sa présentation à la presse. Il assure la desserte de l'étoile de Mont-de-Marsan, rejoint dans cette tâche dès 1933 par quatre Paulines type 1 N et huit type 2 bis. Le champ d'action de ces autorails comprend les relations de Mont-de-Marsan à Marmande, à Dax, à Nérac et à Morcenx d'une part et les services omnibus entre Saint-Sever et Hagetmau et entre Marmande et Eymet d'autre part,.
En mai 1932, la compagnie du Midi organise plusieurs essais de la Pauline sur les voies du chemin de fer des Pyrénées-Orientales (CFPO),,. Le Conseil général des Pyrénées-Orientales envisage par la suite l'achat de plusieurs Paulines type 3 N pour exploiter les lignes du CFPO, projet qui reste sans suite.
De juillet à septembre 1932, la Pauline est utilisée par la compagnie du Midi en accord avec la Société des voies ferrées des Landes pour une campagne d'essais en service dominical entre Mont-de-Marsan et la gare de Mimizan-Plage,. Satisfait de ces essais, le Conseil général envisage par la suite d'acquérir treize autorails Pauline (dont trois pour voie métrique) de type 2 bis ou approchant pour doter d'un parc d'autorails les chemins de fer d'intérêt local du département (chemin de fer de Luxey à Mont-de-Marsan, voies ferrées des Landes et tramways à vapeur de la Chalosse et du Béarn), projet qui ne sera jamais concrétisé.
En août 1943, la SNCF demande au secrétaire d'État à la Production industrielle et aux Communications l'autorisation de vendre certains de ses autorails à des réseaux secondaires allemands par l'intermédiaire d'une société franco-roumaine. L'unique Pauline type 1 est l'un des autorails envisagés pour cette cession avec comme raisons invoquées sa non-réversibilité et le fait qu'il s'agisse d'un prototype unique. Toutefois, cette vente n'est jamais finalisée.
L'inventaire du matériel au 31 décembre 1946 indique l'existence d'un projet de démotorisation du prototype pour le transformer en remorque d'autorail sous l'immatriculation RZ 10201. Ce projet est annulé par la suite et l'autorail est finalement radié en 1948.

## Type 1 N

### Commandes
Peu avant sa fusion avec le Paris-Orléans, le Midi commande auprès des EIC quatre autorails Pauline type 1 N. Ces engins reprennent certaines améliorations introduites sur les Paulines types 2 et 2 bis, qui, bien que de numérotation supérieure, ont fait l'objet d'une commande passée près d'un an avant celle des Paulines 1 N.
Au Midi, les quatre autorails sont numérotés ZZ 23511 à 23514 avant d'être renumérotés ZZEt 23311 à 23314 au PO-Midi. La SNCF leur attribue les immatriculations ZZC 10111 à 10114.
Au moins une Pauline 1 N a été en exploitation sur le réseau de la Gironde des Chemins de fer économiques (SE) à la fin des années 1950.

### Description et caractéristiques
Bien que de fabrication postérieure aux Paulines types 2 et 2 bis, les Paulines 1 N du Midi reprennent la conception à deux essieux du prototype. La légèreté de l'engin est assurée par l'utilisation pour la caisse de tôles en duralium rivetées sur une charpente en U.
Contrairement au prototype, l'autorail est réversible avec la présence d'une cabine de conduite à chaque extrémité. Par ailleurs, les faces avant et arrière sont profilées, loin de la forme parallélépipédique du type 1. Les faces intérieures et le plafond sont en tôles d'aluminium. Le plancher est lui constitué d'une tôle de duralium cannelée, rivée sur les traverses et recouverte de liège et de linoleum dans le compartiment voyageur.
Ce compartiment voyageur offre quarante-trois places assises et douze places debout. Avec une hauteur sous plafond de 2,204 m, il est plus confortable que le compartiment voyageur du prototype, bien plus bas de plafond.
La caisse repose sur deux essieux logés dans des boîtes à rouleaux SKF distants d'un entr'axe de 8 042 mm. Les roues font 850 mm de diamètre. Seul l'essieu avant (côté motorisation) est moteur, l'essieu arrière étant simplement porteur.
Le système de freinage Charlestop est reconduit : il est constitué pour chaque roue de deux mâchoires intérieures en rotation autour d'un axe fixe par rapport aux boîtes d'essieu. Ce système est commandé en serrage par un circuit hydraulique qu'actionne le levier de frein via un soufflet générateur déformable et la position de desserrage est maintenue avec des ressorts. Un levier à main commande le freinage d'urgence en actionnant ce même système. Par ailleurs, dans les pentes, les conducteurs sont encouragés dans le manuel de conduite de l'engin à utiliser le frein moteur — injection coupée — car les garnitures de frein ne peuvent assurer un freinage prolongé à cause de l'échauffement, qui réduit leur coefficient de frottement et donc leur efficacité.
La motorisation est constituée par un moteur Junkers CLM 85 L4 à deux temps et quatre cylindres de 85 mm à pistons opposés et d'une puissance de 105 ch à 1 500 tr/min. Un radiateur à débit d'entrée d'air réglable est placé sous chacune des extrémités de l'autorail, permettant le refroidissement dans les deux sens de circulation. La transmission mécanique est assurée par un embrayage à disques multiples fixé sur le volant moteur, accouplé à une boîte à cinq vitesses par un arbre. La traction est ensuite transmise à l'essieu moteur à travers une boîte de renvoi assurant également l'inversion du sens de marche qui est commandable tout comme la vitesse depuis les deux postes de conduite.

Livrée des autorails Pauline type 1 N du PO-Midi.

Les Paulines du PO-Midi arborent une livrée bleu soutenu en bas de caisse et gris pour le haut de caisse avec un toit blanc,.

### Services effectués
Les Paulines 1 N du Midi sont regroupées au centre autorails de Mont-de-Marsan et assurent la desserte de l'étoile autour de la ville en roulement avec la Pauline type 1 et les huit Paulines type 2 bis. Ces autorails effectuent les services entre Mont-de-Marsan et Marmande, Dax, Nérac et Morcenx d'une part ainsi que les relations omnibus entre Saint-Sever et Hagetmau et entre Marmande et Eymet d'autre part.
Comme pour le prototype, la SNCF envisage en 1943 de vendre les quatre Paulines 1 N à des réseaux secondaires allemands. Leur tenue de voie qualifiée de médiocre, leur faible capacité et l'entretien onéreux de leur système de freinage leur sont reprochés. Cette cession ne sera toutefois pas finalisée.
Avec les Paulines types 2 et 2 bis, les Paulines 1 N sont les seules à reprendre du service après-guerre. Un projet de démotoriser les autorails ZZC 10111 et 10112 pour les transformer en remorques d'autorail avec comme immatriculations les numéros RZ 10211 et 10212 voit le jour en 1946, projet qui ne va pas aboutir. Cette même année, les autorails ZZC 10113 et 10114 apparaissent encore aux effectifs du dépôt de Mont-de-Marsan bien que le ZZC 10114, réformé, soit utilisé comme véhicule de service.

## Types 2et2bis

### Commandes
En 1931, le PLM lance auprès de huit constructeurs un concours visant à concevoir, fabriquer et livrer des autorails de 40 ou 60 places propulsés par moteur Diesel,. Après réception des offres des constructeurs, la compagnie annonce commander auprès des EIC quatre autorails Pauline avec un seul poste de conduite, un châssis monté sur un bogie à l'avant et sur un essieu porteur à l'arrière avec un empattement de 10,8 m. Le retournement de l'engin aurait nécessité une plaque tournante ou l'utilisation d'un chariot spécial pour soulever l'arrière du véhicule. Ce sont finalement deux autorails de type 2 — originellement destinés au PLM algérien — et quatre de type 2 bis qui sont livrés au PLM.

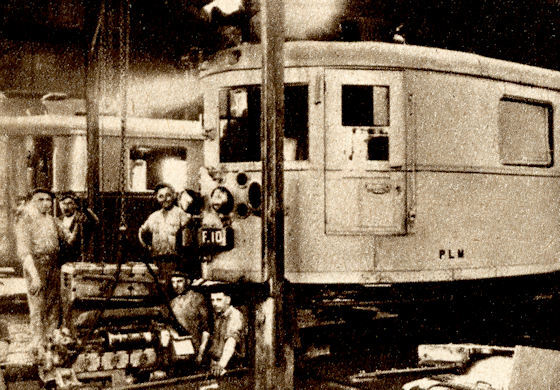
Pauline type 2 en maintenance aux ateliers PLM d'Alès.
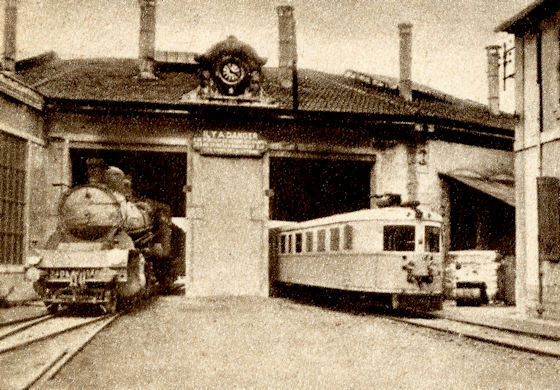
240 A PLM et Pauline type 2 à Alès.
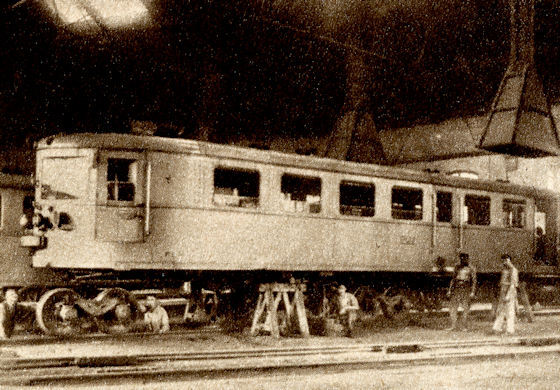
Levage d'une Pauline type 2 aux ateliers PLM d'Alès.

L'AL commande auprès des EIC un seul autorail type 2. Il est mis en service en mars 1933. Le 1er juillet 1933, l'AL organise entre Strasbourg et Saint-Louis une marche d’essai destinée aux représentants des collectivités locales et à la presse. Cette marche comprend la circulation de trois autorails : un Renault, un De Dietrich et la Charentaise,,. La seule Pauline de l'AL est revendue au PLM le 6 septembre 1937.
Le réseau de l'État réceptionne en avril 1933 quatre autorails Pauline type 2 bis. L'un d'eux est présenté en gare de Paris-Saint-Lazare en mai 1933 dans le cadre de l'Exposition des automotrices des chemins de fer de l'État. Cette exposition vise à montrer l'évolution du matériel voyageur automoteur et tracté et de la compagnie depuis 1921. On compte ainsi parmi le matériel exposé un Renault VH, plusieurs Michelines, un Bugatti, une automotrice Schneider, une voiture à l'impériale ou une voiture à deux étages État,,,.

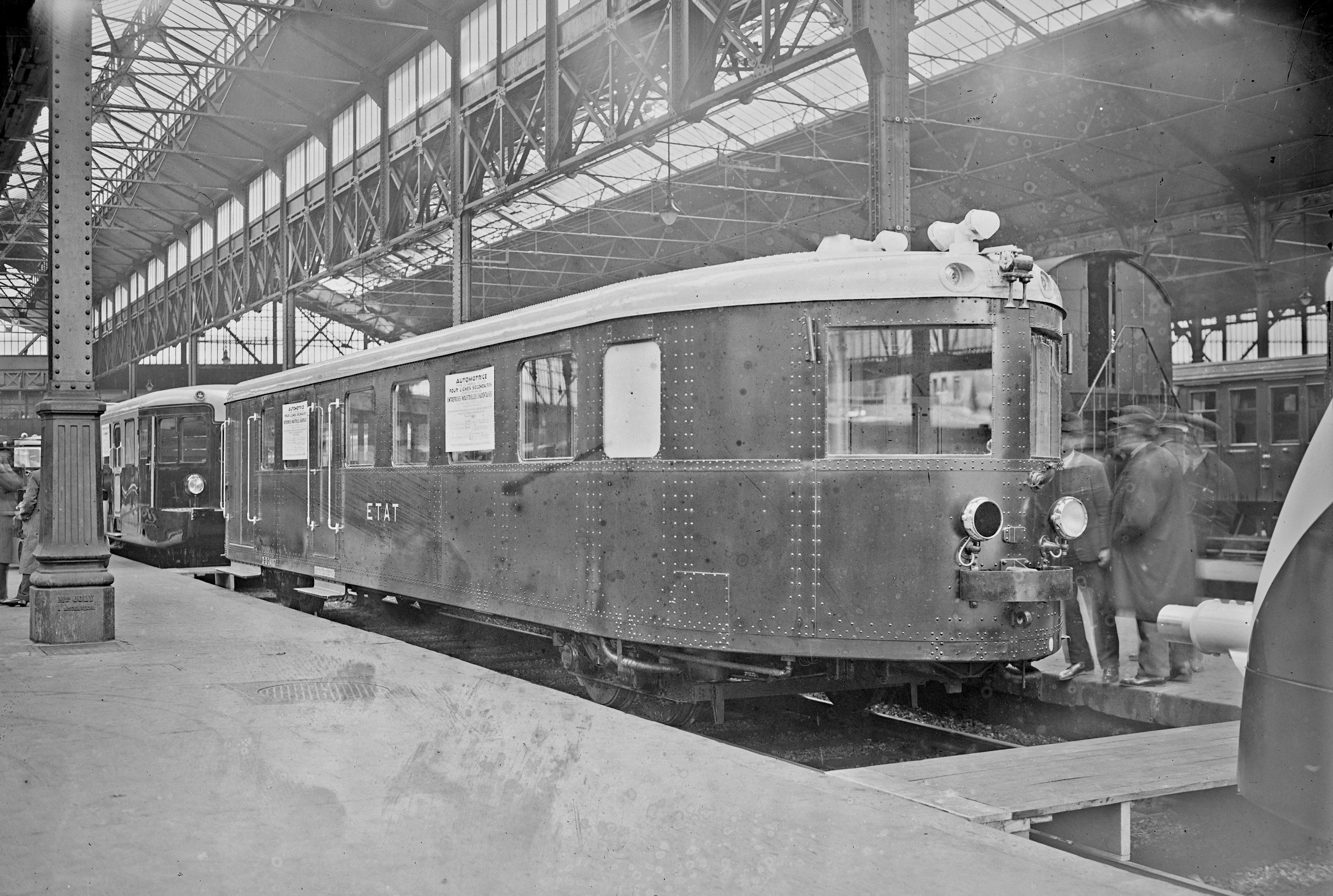
Pauline 2 bis de l'État exposée en gare Saint-Lazare.
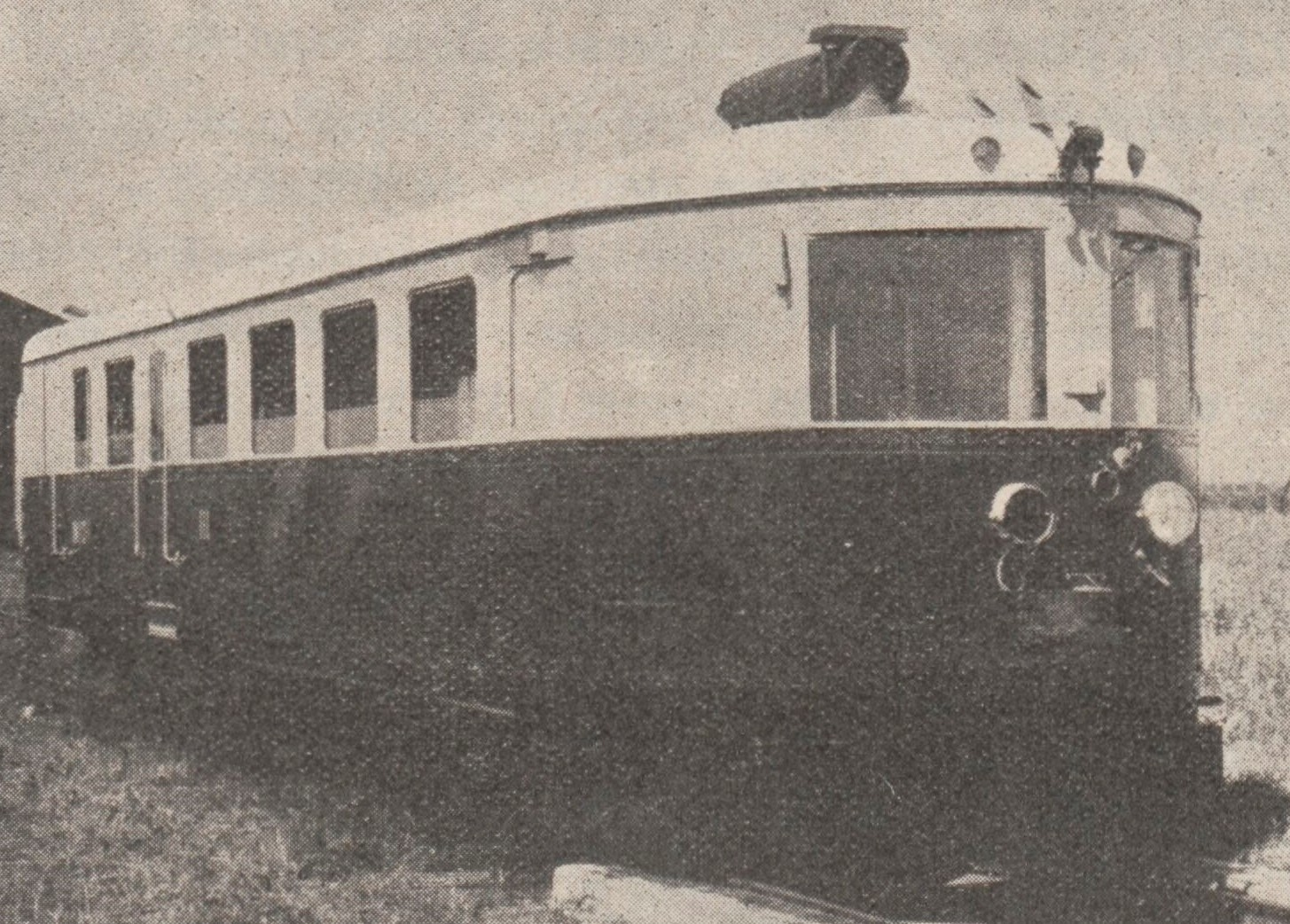
Pauline 2 bis du Midi.
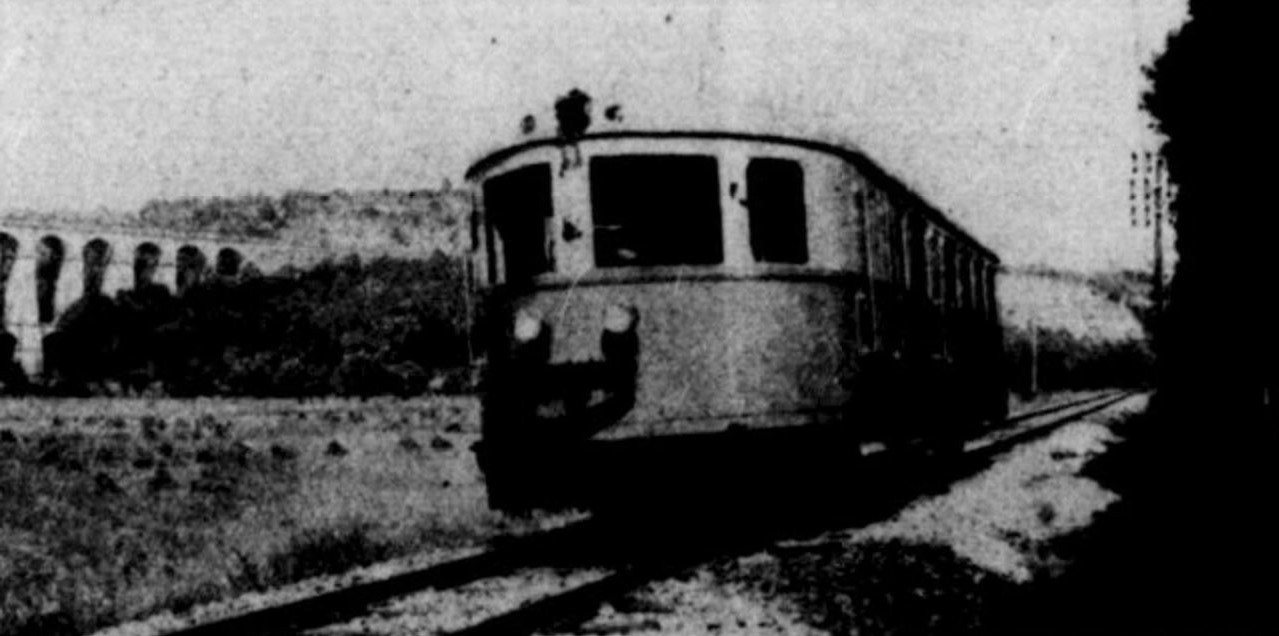
Pauline 2 ou 2 bis sur la ligne de Dijon-Ville à Épinac devant le viaduc de Velars-sur-Ouche.

Le Midi, satisfait de l'expérience menée avec son prototype de Pauline, décide de commander huit autorails supplémentaires de type 2 bis. Ils sont par la suite intégrés aux effectifs du PO-Midi à la fusion entre les compagnies du Midi et du PO.
En tout, ce sont dix-neuf autorails Pauline 2 et 2 bis qui sont commandés par différents réseaux français. Leur prix d'achat varie entre 450 000 et 460 000 francs en fonction du nombre d'unités acquises.
Ces autorails sont intégrés au parc de la SNCF à la création de la compagnie en 1938. Ils sont immatriculés en quatre tranches selon leur type et leur réseau d'origine : ZZC 11000, ZZC 11100, ZZC 11110 et ZZC 11200. En 1948, les lettres XC remplacent le code ZZC.
| Réseau                   | Effectif | Immatriculation réseau,      | Immatriculation SNCF 1939, | Immatriculation SNCF 1948 |
| ------------------------ | -------- | ---------------------------- | -------------------------- | ------------------------- |
| Alsace-Lorraine puis PLM | 1        | ZZr 1 puis en 1937 ZZC F 103 | ZZC 11113                  |                           |
| PLM                      | 2        | ZZC F 101 et 102             | ZZC 11111 et 11112         | XC 11111 et 11112         |

| Réseau            | Effectif | Immatriculation réseau,                             | Immatriculation SNCF 1939, | Immatriculation SNCF 1948 |
| ----------------- | -------- | --------------------------------------------------- | -------------------------- | ------------------------- |
| État              | 4        | ZZ 24007, 24008, 24011, 24012 puis ZZ 24301 à 24304 | ZZC 11201 à 11204          | XC 11201 à 11204          |
| PLM               | 4        | ZZC 70 F 1 à 4 puis ZZC F 1 à 4                     | ZZC 11101 à 11104          | XC 11101 à 11104          |
| Midi puis PO-Midi | 8        | ZZtj 23601 à 23608 puis ZZEt 23601 à 23608          | ZZC 11001 à 11008          | XC 11001 à 11008          |

### Description et caractéristiques
Les Paulines types 2 et 2 bis — les premières étant les prototypes d'essai des secondes, commandées par l'AL et le PLMA — diffèrent des Paulines type 1 N qui leur sont postérieures sur trois points notamment : le roulement, la motorisation et les aménagements.
Elles sont les premières Paulines à avoir des faces profilées en rupture avec le prototype, forme qui est reprise par la suite sur les autres séries. Leur caisse mesure 14,8 m de long,,.
La caisse repose sur quatre essieux indépendants jumelés par paires,. La suspension est assurée par des ressorts à lames fixés aux boîtes d'essieux et munis d'amortisseurs ainsi que par les bielles de suspension à tampons en caoutchouc reliant la caisse aux ressort à lames.
L'absence de bogie entraîne un confort moindre pour les passagers mais permet de réduire la masse de plusieurs tonnes. Deux chariots, formés de longerons en alliage léger dans lesquels reposent les boîtes à rouleaux SKF, forment tout de même des semblants de bogies fixes par rapport à la caisse. L'inscription en courbe jusqu'à 100 m de rayon est assurée par un jeu axial important des deux essieux porteurs de l’engin. Les roues font 750 mm de diamètre. Le freinage Charlestop est assuré par des mâchoires dont les garnitures frottent sur les tambours montés sur les roues. Quatre circuits hydrauliques différents permettent de freiner les huit roues, tous commandés par un même levier à main.
L'architecture particulière des organes de roulement des Paulines 2 et 2 bis est réutilisée à la fin des années 1940 pour les autorails de type U150 de la SNCF (X 5500 et X 5800),.
Comme pour la Pauline type 1, la traction fait appel à un moteur CLM de type 85 LC 3 fournissant une puissance de 80 ch à 1 500 tr/min,,. Il est relié à une boîte de vitesses Minerva à cinq rapports dont un rapport en surmultiplication (1,24) permettant d'atteindre environ 90 km/h en palier. L'inversion du sens de la marche n'est pas assurée par la boîte, mais par un inverseur à denture hélicoïdale intercalé entre l'embrayage flasqué au volant moteur et la boîte,,. Deux commandes distinctes dans les postes de conduite permettent grâce à une tringlerie d'actionner la boîte et l'inverseur. Enfin, deux arbres à cardans en sortie de boîte entraînent les essieux intérieurs de chaque chariot via des ponts moteurs à pignons à denture hélicoïdale,,.
Par ailleurs, le silencieux d'échappement est monté en toiture et les radiateurs de refroidissement sont placés sous caisse aux deux extrémités de l'engin. Fortement vulnérables aux chocs, ces derniers sont déplacés en toiture des engins restant encore aux inventaires de la SNCF en 1945.
Six autorails type 2 bis (ZZC 11001, 11003, 11004, 11101, 11102 et 11103) sont remotorisés vers la fin de la Guerre avec des Hispano-Suiza type 68 essence à douze cylindres récupérés sur des Michelines type 16. Ils ne développent que la moitié de leurs 140 ch nominaux à cause de l'utilisation de gaz pauvre produit par un gazogène Panhard fonctionnant au charbon minéral. Jugés décevants après des essais menés par les EIC en 1946, ces moteurs sont finalement remplacés par les moteurs Diesel CLM d'origine.

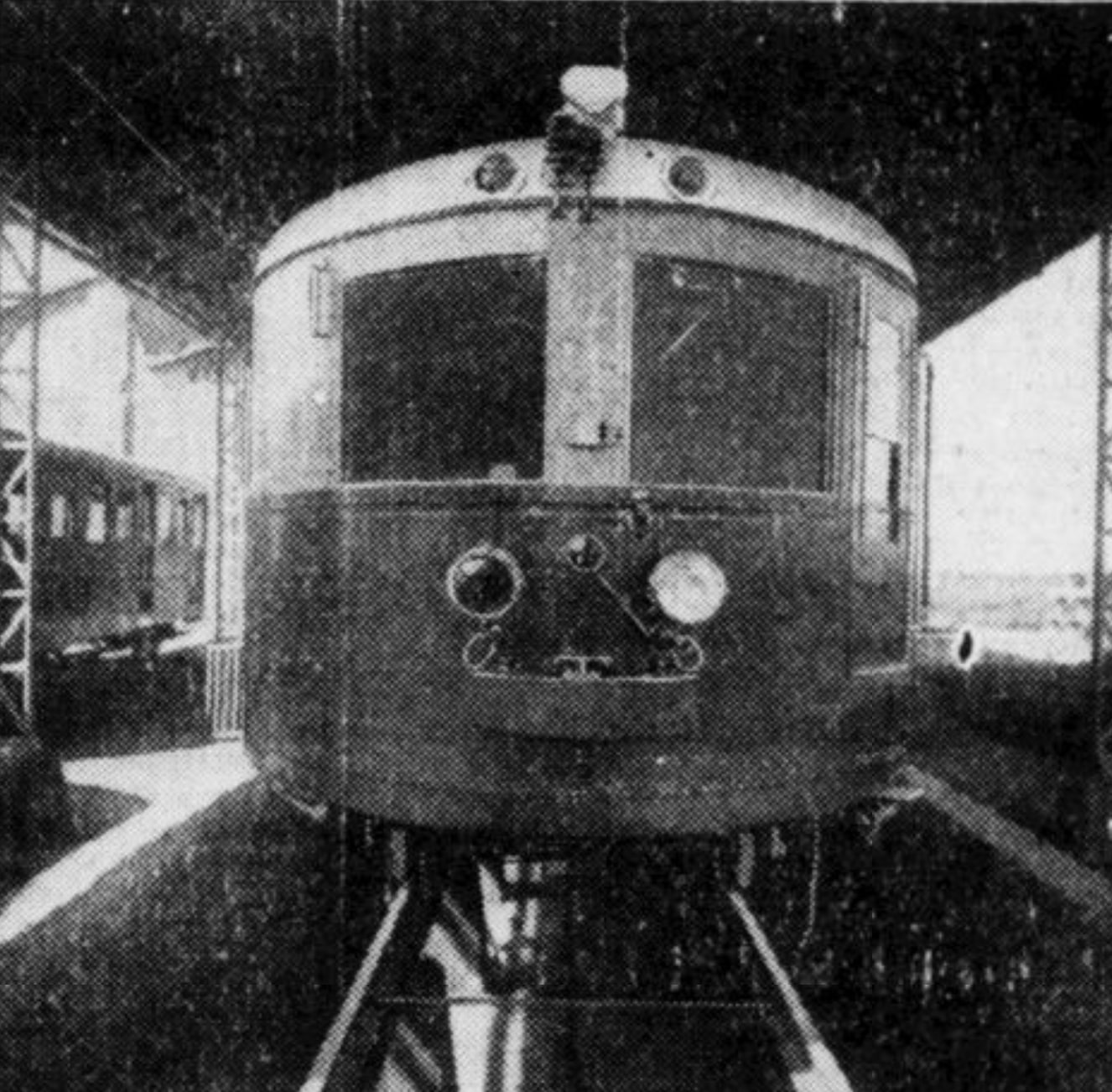
Face avant d'une Pauline Midi.
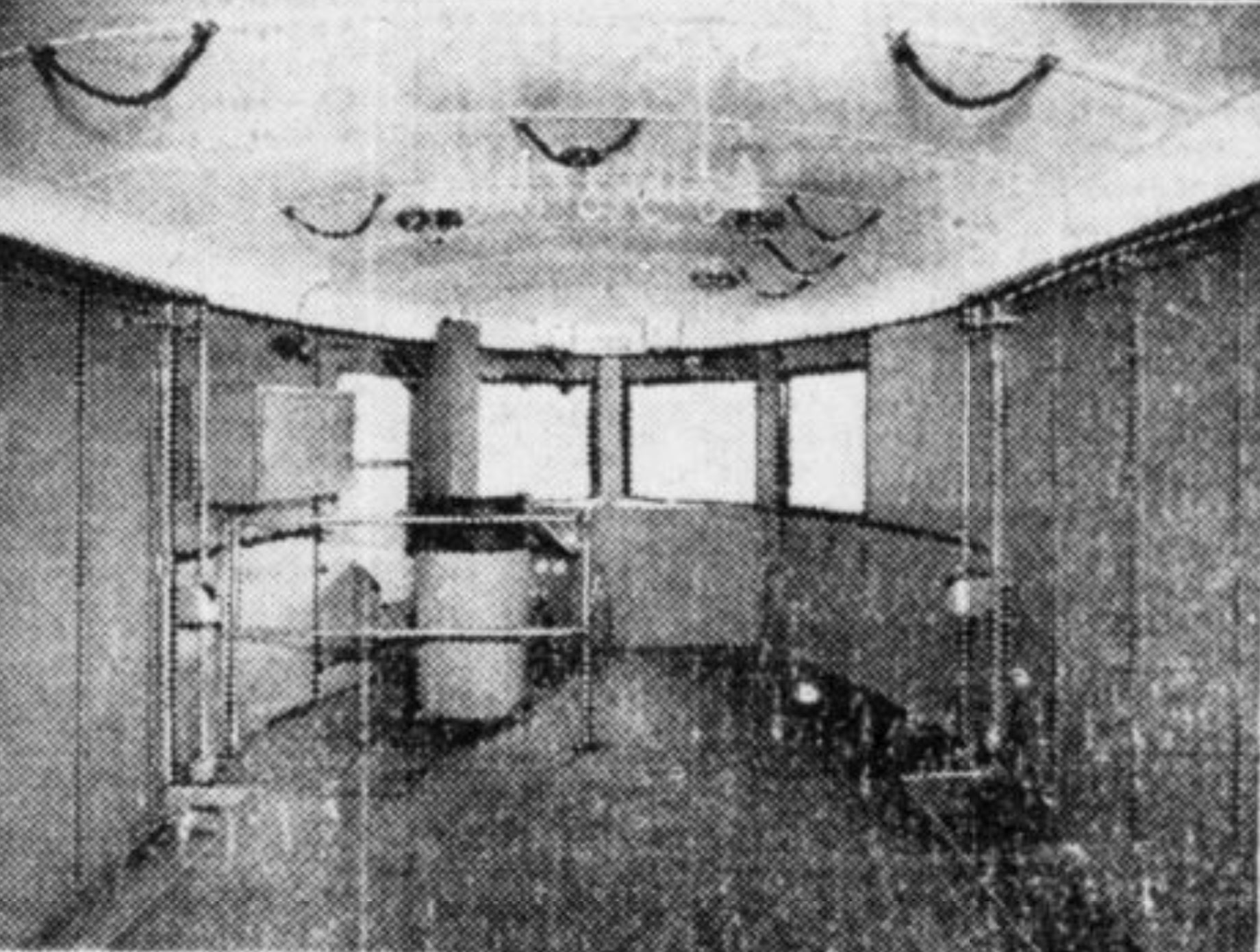
Poste de conduite d'une Pauline 2 bis.
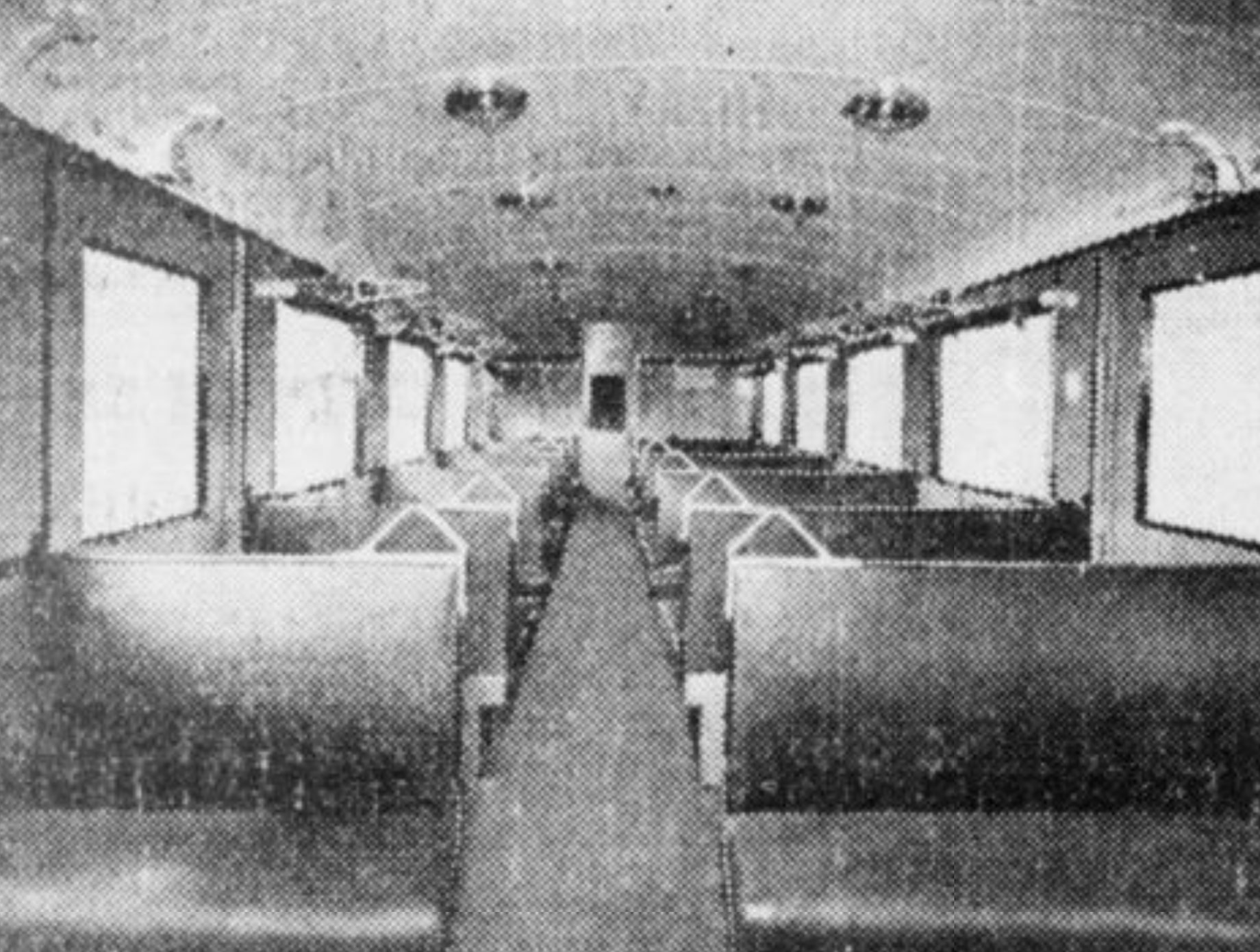
Aménagement intérieur d'une Pauline 2 bis.

La principale différence entre les Paulines types 2 et 2 bis réside dans leur aménagement intérieur. Les Paulines type 2 offrent soixante places assises et un compartiment à bagages de 6 m2 environ tandis que les Paulines type 2 bis disposent de cinquante places et d'un compartiment de 9,5 m2. Les assises rembourrées sont recouvertes de simili-cuir et des strapontins sont disposés dans le compartiment à bagages en cas d'affluence,.
Malgré une conception en alliages d'aluminium, réputés résistants à la corrosion, les Paulines ont souffert de l'oxydation de certaines pièces. Une corrosion importante des portes d'accès au compartiment voyageurs ainsi que des portes et du plancher du compartiment à bagages est découverte alors qu'une unité a été renvoyée chez le constructeur à Aytré pour réparation après une collision avec une locomotive à vapeur. Cette corrosion a été engendrée par l'eau salée qui coulait des colis de marée fréquemment transportés et par la colle à base de chaux et de phosphate de calcium utilisée pour fixer les panneaux de bois des portes, bien qu'elle soit particulièrement agressive pour les métaux. Les réparations menées par les EIC consistent alors en la suppression des panneaux de bois des portes et en l'imperméabilisation du sol du fourgon à l’aide de brai.

Livrées des autorails Pauline type 2 des anciennes compagnies.
Autorail en livrée du réseau de l'AL.
Autorail en livrée de la compagnie du PLM.

Livrées des autorails Pauline type 2 bis des anciennes compagnies.
Autorail en livrée du réseau de l'État.
Autorail en livrée de la compagnie du PLM.
Autorail en livrée de la compagnie du Midi.
Autorail en livrée de la compagnie du PO-Midi.

L'unique Pauline AL adopte la même livrée que les autorails Renault et De Dietrich du réseau, à savoir vert émeraude pour le bas de caisse et gris tourterelle pour le haut de caisse et le pavillon,,,.
Les Paulines du PLM arborent la livrée des autorails de la compagnie, à savoir bas de caisse bleu ciel et haut de caisse gris,,,.
Les autorails de l'État sont dotés d'une livrée rouge rubis, complétée par des jupes vertes et un toit blanc,. Une livrée postérieure bicolore rouge rubis et gris perle existe également, précurseure de la première livrée unifiée des autorails de la SNCF.
Les Paulines du Midi sont peintes dans une livrée inspirée de celle des tramways de Toulouse, elle-même dérivée de la livrée du matériel de la Société des transports en commun de la région parisienne : bas de caisse vert foncé, haut de caisse crème et toit blanc,. Les inscriptions sont jaunes.
Enfin, les Paulines du PO-Midi arborent une livrée bleu soutenu en bas de caisse et gris pour le haut de caisse avec un toit blanc,.

### Services effectués

#### Alsace-Lorraine
Dès octobre 1933, l'AL considère la possibilité d'exploiter la section entre Sainte-Marie-aux-Mines et Sélestat de la ligne de Sélestat à Lesseux - Frapelle avec des autorails. L'administration envisage pour assurer ce service des engins Renault, Lorraine-Dietrich, Charentaise ou Bugatti.
La seule Pauline livrée à l'AL est affectée au dépôt de Strasbourg. Elle effectue en alternance avec un Renault VH les relations vers Niederbronn via Haguenau et vers Sélestat via Molsheim. Elle est revendue au PLM le 6 septembre 1937.

#### État
Les Paulines de l'État sont affectées au centre autorails d'Alençon et assurent des missions omnibus dans l'étoile de Mortagne-sur-Sèvre,. Pour le service d'hiver 1936-1937, elles effectuent en roulement sur trois jours les missions suivantes :
- du Mans à L'Aigle via Alençon, Mamers, Mortagne et La Hutte - Coulombiers ;
- de L'Aigle à Nogent-le-Rotrou via Mortagne et Condé-sur-Huisne ;
- de Nogent-le-Rotrou à La Hutte - Coulombiers via Mortagne et Alençon puis de Surdon au Mans via Alençon.

#### PLM
Les Paulines du PLM sont gérées par le centre autorails d'Alès,. Dès leur réception en 1933, elles sont chargées des services omnibus entre Alès et Montpellier via Quissac et Sommières et vers Saint-Jean-du-Gard,,. À partir de 1934, elles assurent également les relations vers La Levade,. Enfin, dès 1936, elle effectuent les services entre Alès et Nîmes et entre Montpellier et Tarascon via Nîmes,.
Grâce à l'entretien et à la maintenance méthodiques assurés et vantés par la compagnie du PLM, une seule panne affecte les autorails du centre d'Alès durant les six premiers mois de 1936.

#### Midi puis PO-Midi
Les Paulines du Midi sont regroupées au centre autorails de Mont-de-Marsan et assurent la desserte de l'étoile autour de la ville en roulement avec la Pauline type 1 et les quatre Paulines type 1 N. Ces autorails assurent les relations de Mont-de-Marsan à Marmande, à Dax, à Nérac et à Morcenx d'une part et les services omnibus entre Saint-Sever et Hagetmau et entre Marmande et Eymet d'autre part.

#### SNCF
À cause de la baisse de trafic sur les étoiles de Mortagne et de Mont-de-Marsan en 1939 — certaines relations ferroviaires sont transférées sur route et quelques lignes sont progressivement fermées — et du manque de carburant, douze Paulines 2 et 2 bis sont regroupées dans la région Ouest au dépôt de Versailles-Matelots. Il s'agit des ZZC 11001 à 11008 ex-PO-Midi, des ZZC 11201 à 11203 ex-État et de la ZZC 11113 ex-PLM. La ZZC 11204 est affectée au Mans.
Certaines unités reçoivent la livrée autorail unifiée de la SNCF (rouge rubis et gris perle puis ultérieurement rouge vermillon et crème) tandis que d'autres autorails conservent leur livrée d'origine jusqu'à leur radiation.

Livrées des autorails Pauline à la SNCF.
Autorail en livrée rouge rubis et gris perle.
XC 11006 démotorisé en livrée rouge et crème.

Au sortir de la guerre, seules les Paulines types 2 et 2 bis ainsi que les Paulines 1 N reprennent du service, excepté les unités ZZC 11113, 11202 et 11204 qui ont été réformées. Les autorails ZZC 11002, 11005, 11006, 11007, 11008 (ex-PO-Midi) et 11203 (ex-État) sont inscrits aux effectifs de la région Ouest et les ZZC 11111, 11112, 11103 et 11104 (ex-PLM) sont attachés au Sud-Est.
Tous les autorails restants sont finalement regroupés au dépôt de Laroche-Migennes à partir de 1949 pour les dessertes vers Avallon et Clamecy via Auxerre et vers Troyes,. Cependant, la Division des études d'autorails (DEA) de la SNCF note que l'entretien des systèmes de frein Charlestop est délicat alors que leur efficacité est limitée et elle reproche aux moteurs CLM leur complexité et leur fragilité, qui entraînent une maintenance plus fréquente que pour les moteurs Renault ou Saurer de l'époque. La réforme des Paulines se termine en 1952,.
Le XC 11006 est un temps épargné du ferraillage car il est utilisé en tant qu'autorail d'accompagnement du dispositif mobile palpeur Castan no 2 permettant de palper et mesurer les tunnels lors de leur inspection. Après une carrière d'une vingtaine d'années, ce dernier exemplaire de la série est finalement détruit en 1979 au dépôt de Château-du-Loir,.

## Type 3 N

### Commandes
Seule la compagnie de l'Est passe commande auprès des EIC de deux autorails Charentaise type 3 N. Ils sont livrés à la compagnie en 1934,, au prix de 590 000 francs l'unité.
Ils sont numérotés ZZACE 60001 et 60002 puis la SNCF leur attribue les immatriculations ZZC 1001 et 1002.
Les deux autorails sont ferraillés en 1940 alors que l'unité ZZC 1002 avait été fortement endommagée en 1939 par un incendie du compartiment à bagages provoqué par son gazogène,.
Après les essais de la Pauline type 1 en mai 1932 sur les lignes du chemin de fer des Pyrénées-Orientales, le Conseil général des Pyrénées-Orientales envisage l'acquisition de plusieurs Paulines type 3 N. La configuration plus capacitaire de la Pauline type 3 N est préférée d'autant que ses bogies permettent de mieux s'inscrire dans les courbes serrées du réseau. Le projet d'achat n'aboutit finalement pas notamment à cause du retard de la livraison des autorails de la compagnie de l'Est.

### Description et caractéristiques
Les Charentaises type 3 N sont plus longues que les Paulines types 2 et 2 bis, mesurant 18,064 m de longueur. La construction de la caisse fait une nouvel fois appel au duralium.
Il s'agit des premiers autorails Charentaise reposant sur deux bogies. Ils sont de conception simple, fabriqués en acier inoxydable avec alliage de nickel et de chrome. Leur entr'axe est de 2,25 m et ils sont équipés de roues de 850 mm disposées dans des boîtes à rouleau Timken.
Le freinage fait une nouvelle fois appel au système Charlestop.
L'autorail est équipé de deux postes de conduite mais également d'un local indépendant aménagé pour accueillir un agent ambulant des PTT. Il est également doté d'un grand compartiment à bagage de 10 m2 d'une capacité de charge autorisée de 1 500 kg. En revanche, les autorails 3 N sont les seules Charentaises à ne pas être équipées de toilettes.
La motorisation est assurée par un moteur allemand MAN fabriqué sous licence par la Société générale de constructions mécaniques (SGCM). Il s'agit d'un moteur Diesel de six cylindres en ligne, fournissant une puissance de 120 ch à 1 100 tr/min et d'une puissance maximale de 150 ch. Il pèse près du double des moteurs CLM 85 LC 3 utilisés sur les séries précédentes.
Le moteur est accouplé à une boîte de vitesses Minerva, proche de celle utilisée sur les autorails type 1 N. La boîte, dotée de cinq vitesses, est accouplée en amont à l'embrayage par un arbre en deux parties tandis qu'elle transmet l'effort au bogie moteur via une boîte de renvoi et un arbre à cardans.
En 1936, la compagnie de l'Est, inspirée par les essais menés par le réseau de l'État sur ses autorails SOMUA ou De Dietrich, décide d'équiper la Charentaise ZZ 60002 d'un gazogène,,. Le moteur MAN d'origine — modifié par la SGCM pour pouvoir fonctionner au gaz pauvre — est conservé,. Les réservoirs d'huile lourde sont remplacés par un gazogène à charbon de bois. Ce charbon est produit dans un four spécial à partir d'anciennes traverses réformées,. Étant imprégnées de créosote, ces traverses confèrent au charbon un fort pouvoir calorifique entraînant une puissance 5 % supérieure à celle constatée avec du gasoil,.
Un radiateur de refroidissement du moteur est monté sous caisse à chaque extrémité. Les engins ne disposent ni de tampons d'extrémité ni d'attelages, mais sont toutefois dotés de crochets leur permettant d'être remorqués en cas de panne ainsi que de barres pare-chocs contreventées par deux amortisseurs latéraux à ressort.

### Services effectués
Les deux Charentaises 3 N de l'Est sont affectées à leur réception au dépôt de Langres. Elles assurent les relations en étoile autour de la ville vers Chaumont, Merrey et Is-sur-Tille. En été, elle assurent la relation entre Vitrey-Vernois et Bourbonne-les-Bains en remplacement de Michelines. Enfin, elles effectuent des liaisons entre Dijon-Ville et Langres.

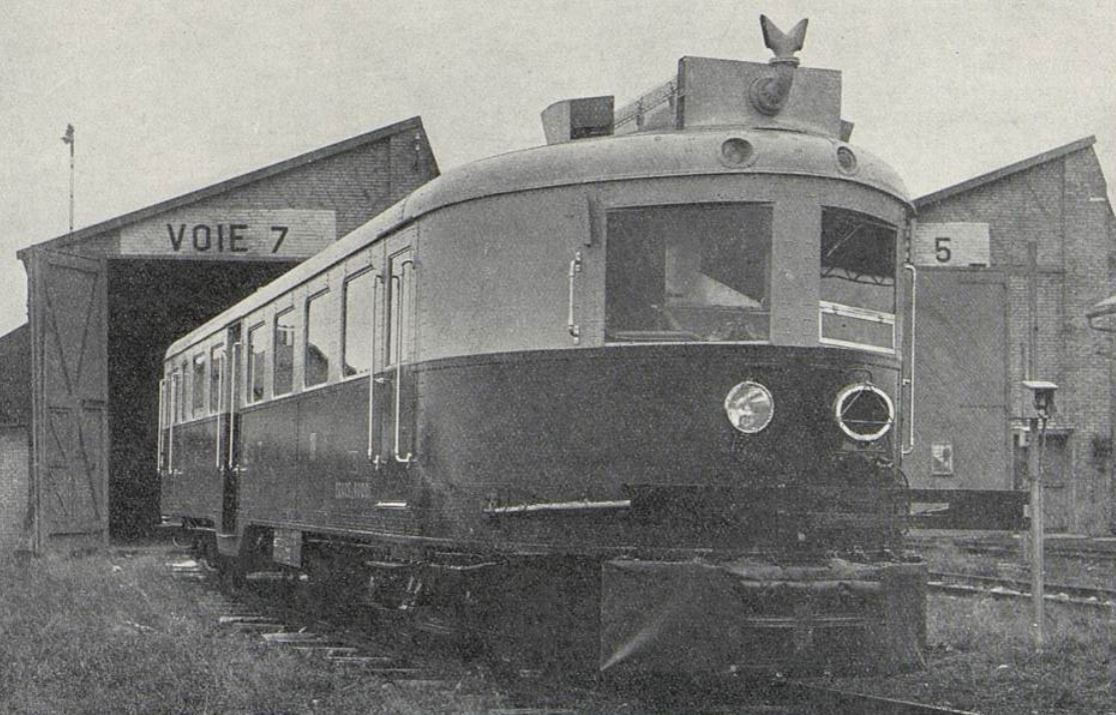
Pauline 3 N à Aytré.
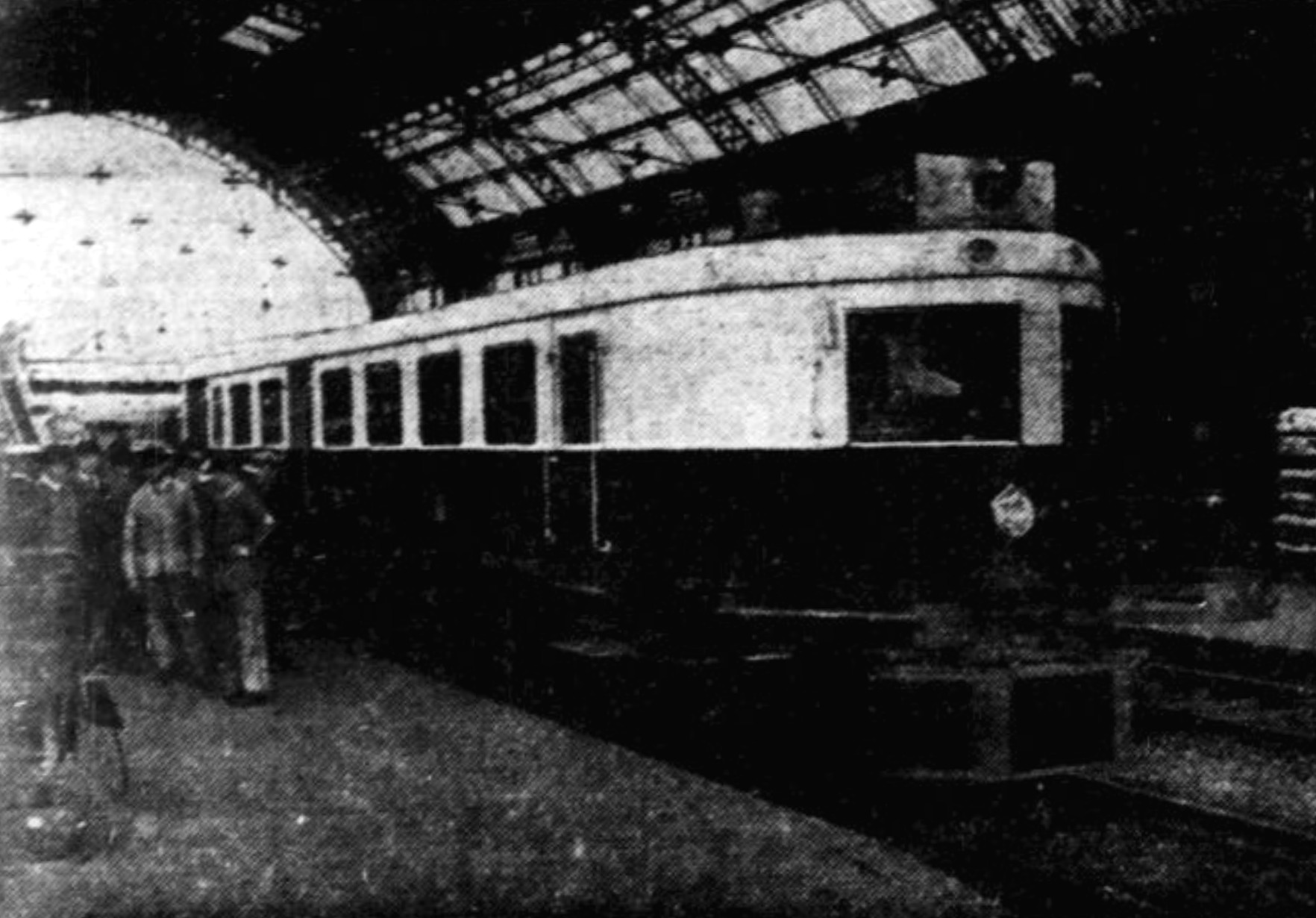
Pauline 3 N en gare de Dijon assurant le service vers Langres

En 1937, le réseau de l'État et la compagnie de l'Est montent une exposition itinérante installée à bord de plusieurs wagons dans le but de présenter les intérêts économiques que présentent les forêts françaises ainsi que leurs réalisations exploitant ces ressources ; des photographies présentant la ZZ 60002 à gazogène font partie de cette exposition qui passe par exemple par Verdun, Bar-le-Duc ou Épinal,,. En 1938, la ZZ 60002 est acheminée à Bordeaux pour être présentée dans le cadre de l'Exposition des carburants forestiers. Pour l'occasion, la marche entre Juvisy et Bordeaux a été effectuée à la vitesse moyenne de 80 km/h et 100 km/h en vitesse maximale en consommant 50 kg de charbon en moyenne aux 100 km.

## Type 4 N

### Commandes
En 1933, le Conseil de direction du réseau de l'État, lequel est déjà propriétaire de quatre Paulines type 2 bis, décide d'encore étoffer son parc d'autorails tout en continuant à comparer les divers constructeurs (dont Renault, Bugatti et Michelin). Le réseau commande donc auprès des EIC deux nouveaux autorails Charentaise. Dénommés type 4 N, ils sont les plus longs autorails de la gamme.
Deux autres autorails de même type sont commandés en 1934, qui portent le parc total à quatre unités. Les premiers exemplaires sont achetés au prix unitaire de 815 000 francs, les deux derniers pour 795 000 francs. Les quatre autorails sont livrés et mis en service entre 1935 et 1937.
À l'État, les quatre autorails sont numérotés ZZy 24311 à 24314 puis la SNCF leur attribue les immatriculations ZZC 1101 à 1104.

### Description et caractéristiques
Les Charentaises type 4 N reprennent les grandes lignes de la conception des autorails précédents de la gamme : la caisse en duralium est posée sur deux bogies à deux essieux et l'autorail est réversible.
Elles ont une longueur hors tampons de 23,07 m et la masse totale de l'engin est de 31,6 t à vide et de 40,5 t en charge.
Le compartiment à bagages, d'une charge autorisée de 1 500 kg et d'une surface de 11 m2, accueille un espace réservé à un agent ambulant des PTT, et les toilettes. Séparée de ce compartiment par une cloison, une plateforme pour l'accès des voyageurs donne sur un premier compartiment de quarante places. Une second plateforme d'accès mène enfin à un autre compartiment de trente places. Au total, et en comptant les places disponibles dans le fourgon et sur les plateformes en cas d'affluence, l'autorail offre une capacité de soixante-quinze places assises, treize places sur strapontin et vingt-cinq places debout.

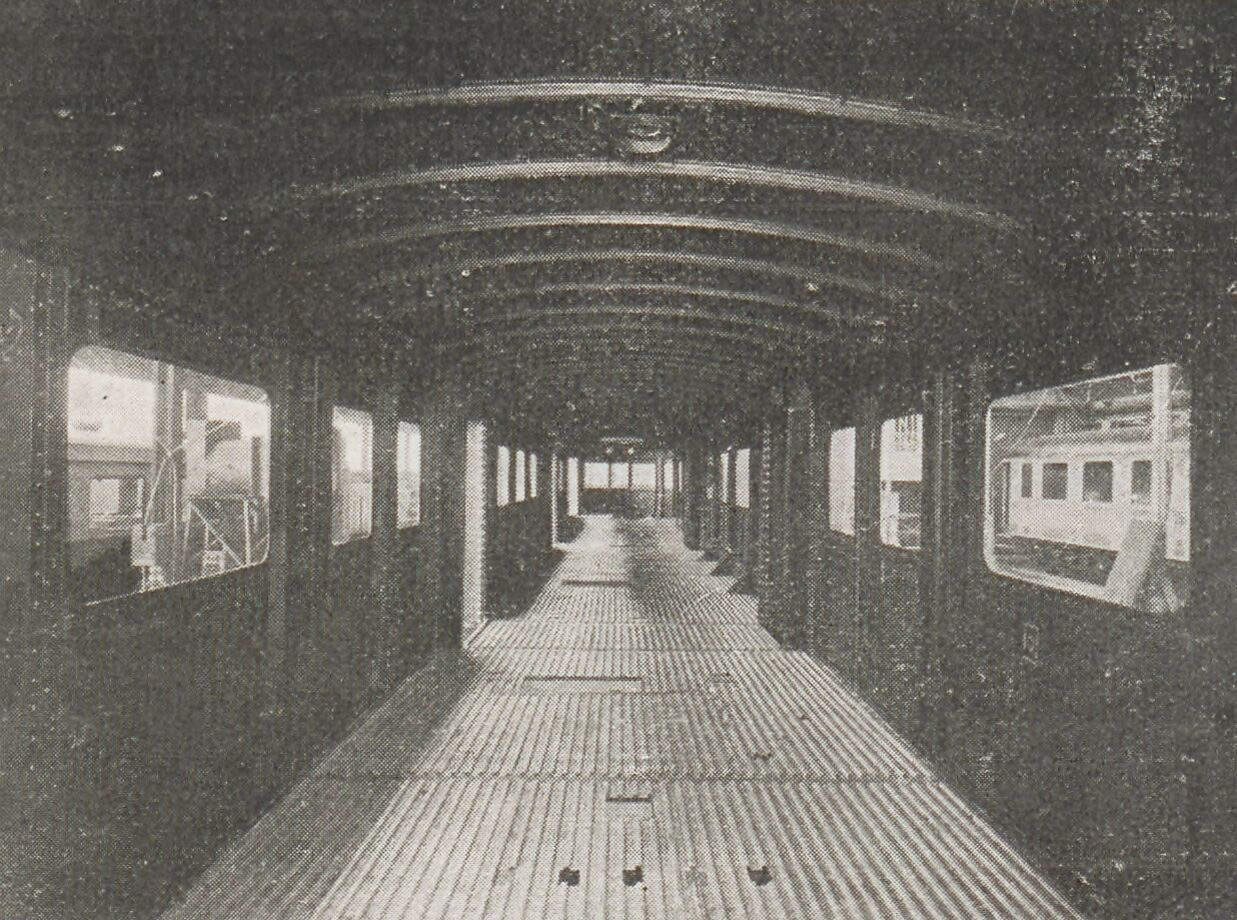
Structure de la caisse.
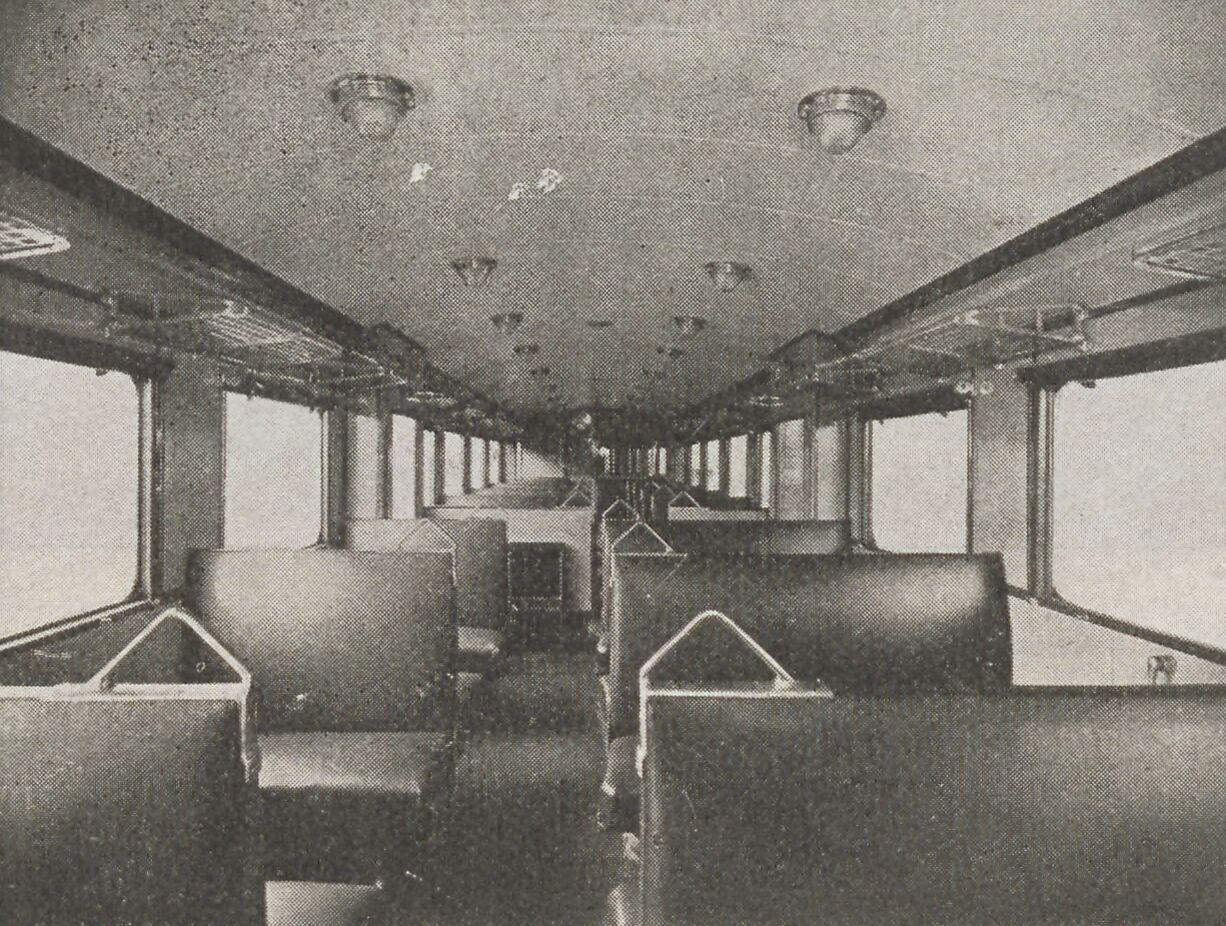
Aménagement intérieur.

Pour la motorisation, les EIC ont sélectionné deux groupes indépendants chacun composé d'un moteur Saurer BXD à six cylindres en ligne et fournissant une puissance de 140 ch à 1 500 tr/min. Les moteurs sont disposés à chaque extrémité de l'autorail, développant ainsi une puissance totale de 280 ch pour une vitesse maximale en exploitation de 115 km/h.
Ces moteurs sont chacun accouplés à une boîte à six vitesses Minerva à commande pneumatique et mécanique, elle-même liée aux essieux intérieurs de chaque bogie par un arbre d'entraînement à cardans Glaenzer. Les radiateurs de refroidissement sont placés en toiture. L'autorail est équipé de freins de type Messier, qui, comme le frein Charlestop, est un système de freinage hydraulique.
Les quatre autorails sont peints dans la livrée des autorails de l'État, à savoir rouge rubis pour le bas de caisse et gris perle pour le haut de caisse.

### Services effectués
Les quatre Charentaises sont affectées à leur livraison au dépôt de Niort. En service, elles effectuent des roulements omnibus entre Château-du-Loir et Bordeaux-Saint-Jean, via Saintes.
Durant la Seconde Guerre mondiale, les autorails sont stationnés en région parisienne à Versailles-Matelots et à Montrouge.
En 1946, ils sont démotorisés et transformés en remorques d'autorail aux ateliers de Rennes,. Ces remorques sont immatriculées XR 4131 à 4134. Lors de ces opérations, les bogies originaux sont remplacés par des bogies porteurs récupérés sur des Renault ABV détériorés durant la guerre et de même entr'axe que les précédents. Des traverses de tamponnement sont également ajoutées aux remorques ce qui leur permet d'être attelées à des VH, des ABJ ou des ADP,.
Allégées de leur motorisation, les remorques pèsent entre 22 et 23 t à vide. La capacité passe à 88 places assises de troisième classe tandis que la surface du compartiment à bagages est réduite à 7 m2, le compartiment PTT étant supprimé. Le chauffage est assuré par une chaudière indépendante. Leur vitesse maximale en exploitation est portée à 90 km/h.
Les remorques, affectées à la région Ouest de la SNCF, sont utilisées pour les relations autour de Rennes. En 1960, une unité est présentée par la SNCF à Strasbourg dans le cadre d'une exposition organisée par le Centre international de développement de l'aluminium vantant l'emploi des alliages légers dans la construction ferroviaire. La remorque Charentaise est notamment exposée à côté d'une voiture à étage État et d'une voiture Saucisson, toutes deux construites par les EIC. Les quatre remorques sont réformées avant 1962.

## Préservation
Aucun exemplaire des premiers autorails français à motorisation Diesel n'a été préservé.
Une caisse de Pauline 2 bis d'origine et d'immatriculation inconnues a été utilisée dans les années 1950 pour accueillir un restaurant à proximité du cirque de Saint-Même à Saint-Pierre-d'Entremont. L'autorail a été repeint en blanc. Le sort de cette caisse est inconnu mais elle n'existe plus de nos jours.
La présence du XC 11006 au dépôt de Château-du-Loir a été signalée par Luc Fournier — chargé de mission pour le patrimoine technique au ministère de la Culture — au Musée français du Chemin de fer de Mulhouse en vue de sa conservation, en vain puisque l'autorail a été ferraillé en 1979.

## Modélisme
La Pauline type 1 a été reproduite en HO en version statique par les éditions Atlas dans le cadre de la collection Michelines et autorails.
Le XC 11000 a été reproduit en HO par l'artisan Interfer sous forme de kit puis sa reproduction statique a également été intégrée à la collection Michelines et autorails. La construction intégrale de l'autorail a été proposée en deux parties dans Loco Revue en 1988,.